# 消防団

消防団章

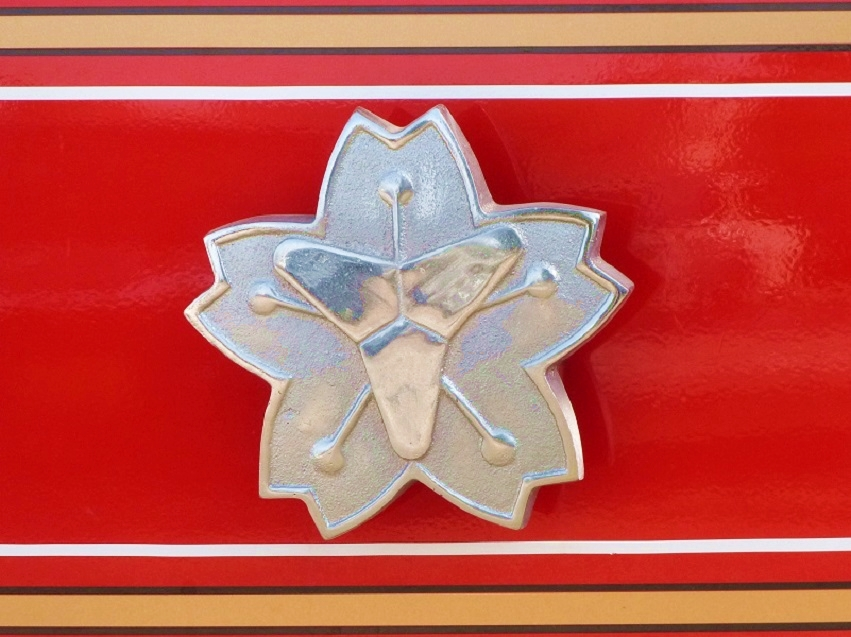
消防団章

消防団（しょうぼうだん）は、日本において消防組織法に基づいて各市町村に設置される消防機関。消防団は直接には自治体の条例に基づき設置されており、全国統一の運用と自治体独自の運用の両方が存在している。

## 概要
消防団員は本業を別に持つ一般市民で構成されており、自治体から装備及び報酬が支給される（支給された報酬が本人に支払われず、分団・部等に一括支給される自治体も存在する）。市町村における非常勤地方公務員にあたる。
報酬・出動手当については、年額報酬のほか、災害活動や地域の祭事などのイベント・訓練等に出動した際の出動手当などが支給される。また、消防組織法に基づき、公務で災害を受けた場合には公務災害補償が（第24条）、退職時には退職報償金が（第25条）、それぞれ受けられることとなっている。
基本的には非常備の消防機関だが、山間部、離島の一部など、常備の消防機関とされる消防本部及び消防署がない地域では常備消防と同様の機能を担うところもある。
2023年（令和5年）4月1日現在、消防本部に勤務する消防吏員が全国で約167,861人（16.7万人）であるのに対し、消防団員数は全国で762,670人（76.2万人）おり、消防団の数は2,177団ある。

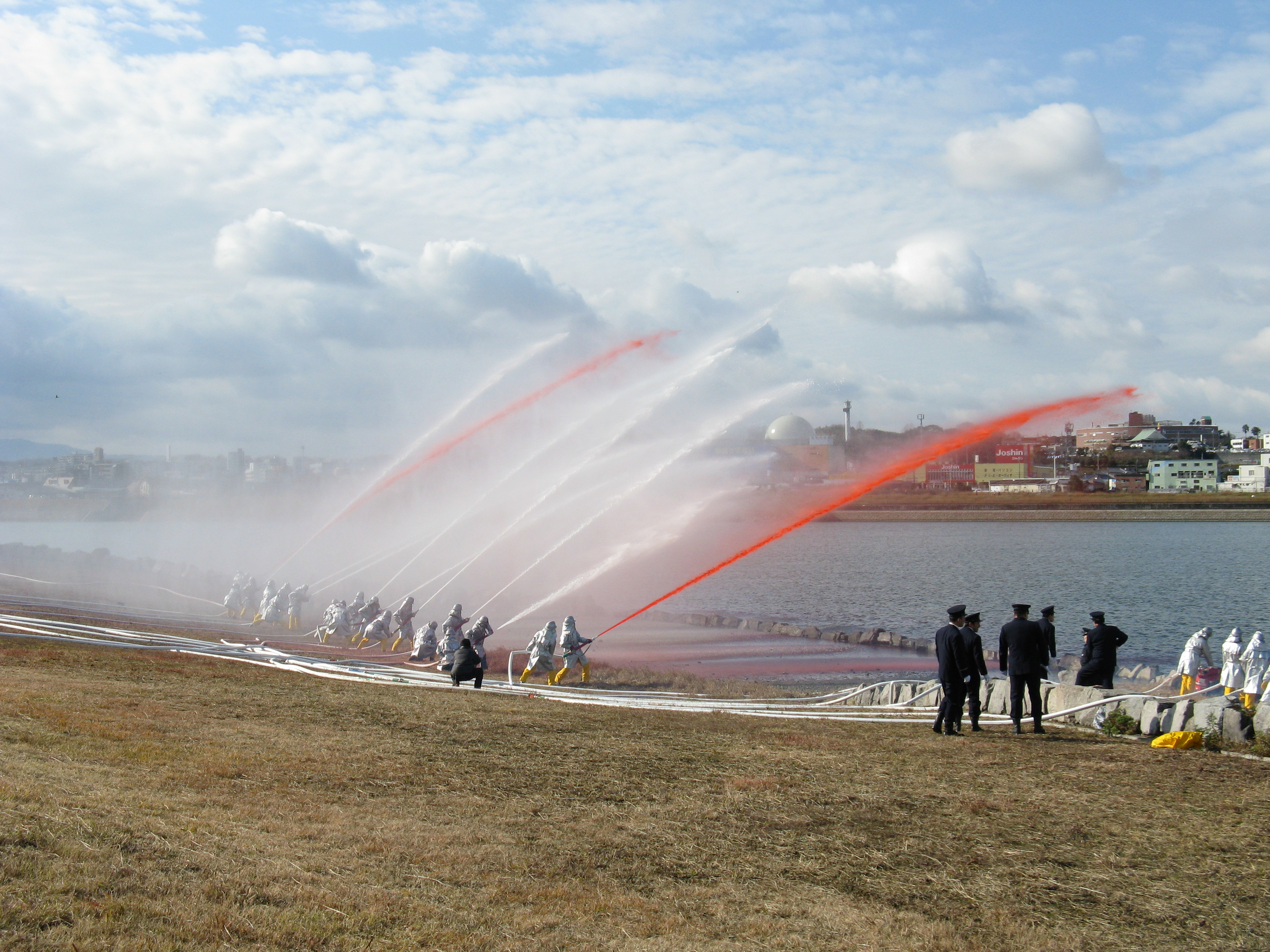
出初式の一斉放水

## 沿革
江戸時代中期の町奉行である大岡忠相は、木造家屋の過密地域である町人域の防火体制再編のため、1718年（享保3年）には町火消組合を創設して防火負担の軽減を図り、1720年（享保5年）にはさらに町火消組織を「いろは四十八組」（初期は四十七組）の小組に再編成した。また忠相は、瓦葺屋根や土蔵など防火建築の奨励や火除地の設定、火の見制度の確立などを行った。
町火消は主に鳶職を中心に形成された。延焼止めの破壊消火（除去消火法）が主流だったため、消火道具も鳶口や掛矢、鋸と呼ばれるものが主力であった。
この町火消を祖型とし、1870年（明治3年）、東京府に消防局が設置されるとともに町火消が廃止され、消防組が新設された。火消は消防夫として半官半民の身分で採用された。
1875年（明治8年）、警視庁に常設の消防隊ができると、消防組は消防隊とともに、東京府内の消防業務を担った。ただし、三百諸藩の統治の名残を残す地方では、地方独特の消防制度が形成され、消防組はあくまで東京府内の機構に留まった。
1894年（明治27年）、消防組規則が交付され、消防組が全国で設置され、府県知事に管理が任された。
第二次世界大戦において、アメリカ軍は市街地や一般市民に対しての無差別空襲を行った。これに対応するため、警防団令（昭和14年勅令第20号）が発布され、消防組は勅令団体としての警防団に改編された。
戦後、アメリカ軍などの占領軍（GHQ）から一方的に戦争協力機関だと見なされ 警防団は廃止されたが、戦後の防災体制強化のため、1947年（昭和22年）勅令として消防団令が発布され、戦前の警防団は消防団として復活することとなった。
1948年（昭和23年）、消防組織法が公布され勅令団体としての消防団は地方公共団体に附属する消防機関として規定され、今日における自治体消防のもとでの消防団の仕組みが整った。
2013年（平成25年）には東日本大震災を教訓とし、地域の防災活動の担い手を確保し、自発的な防災活動への参加を促進する目的で「消防団を中核とした地域防災力の充実強化に関する法律」が制定された。

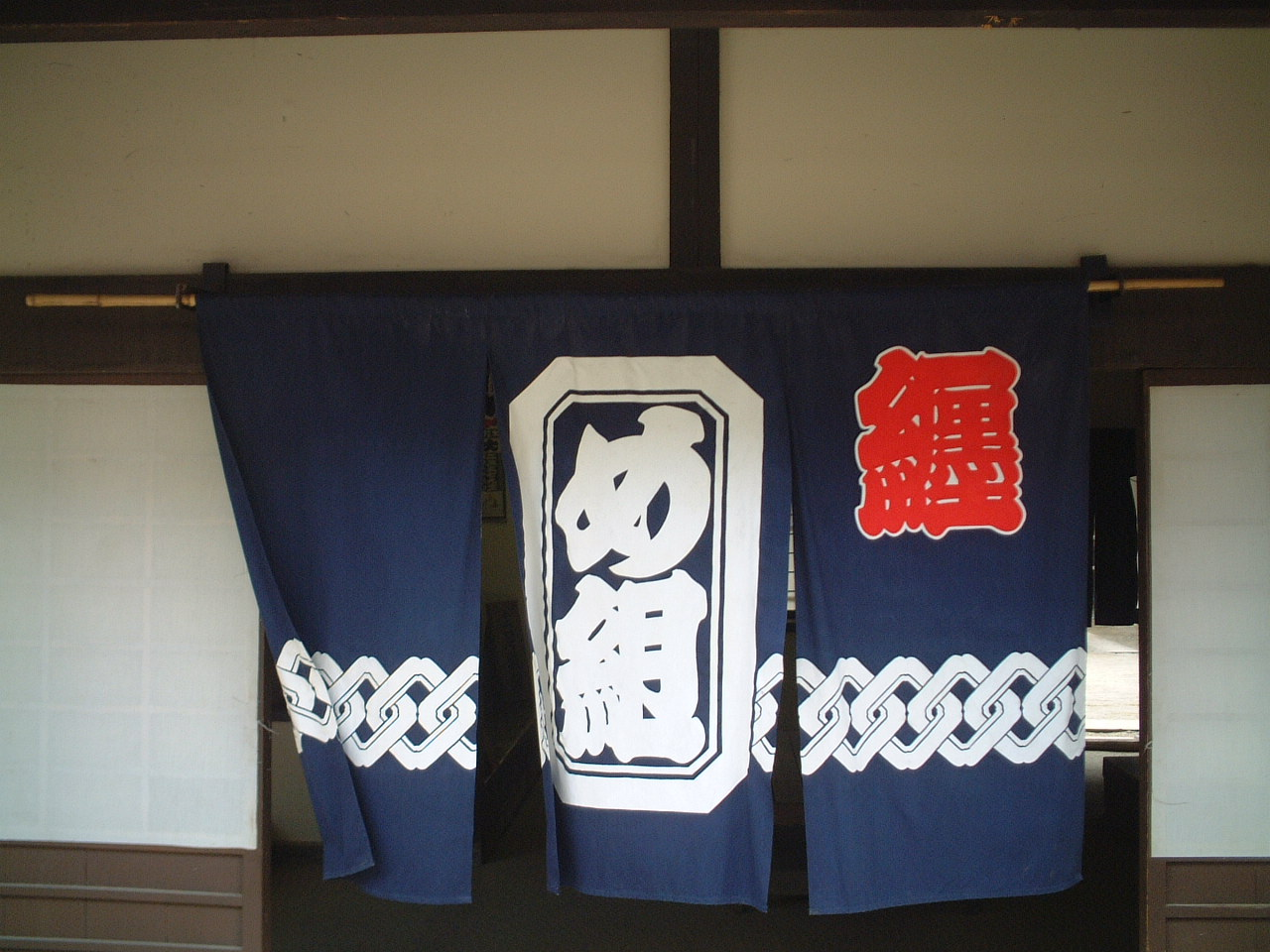
江戸町火消し-め組
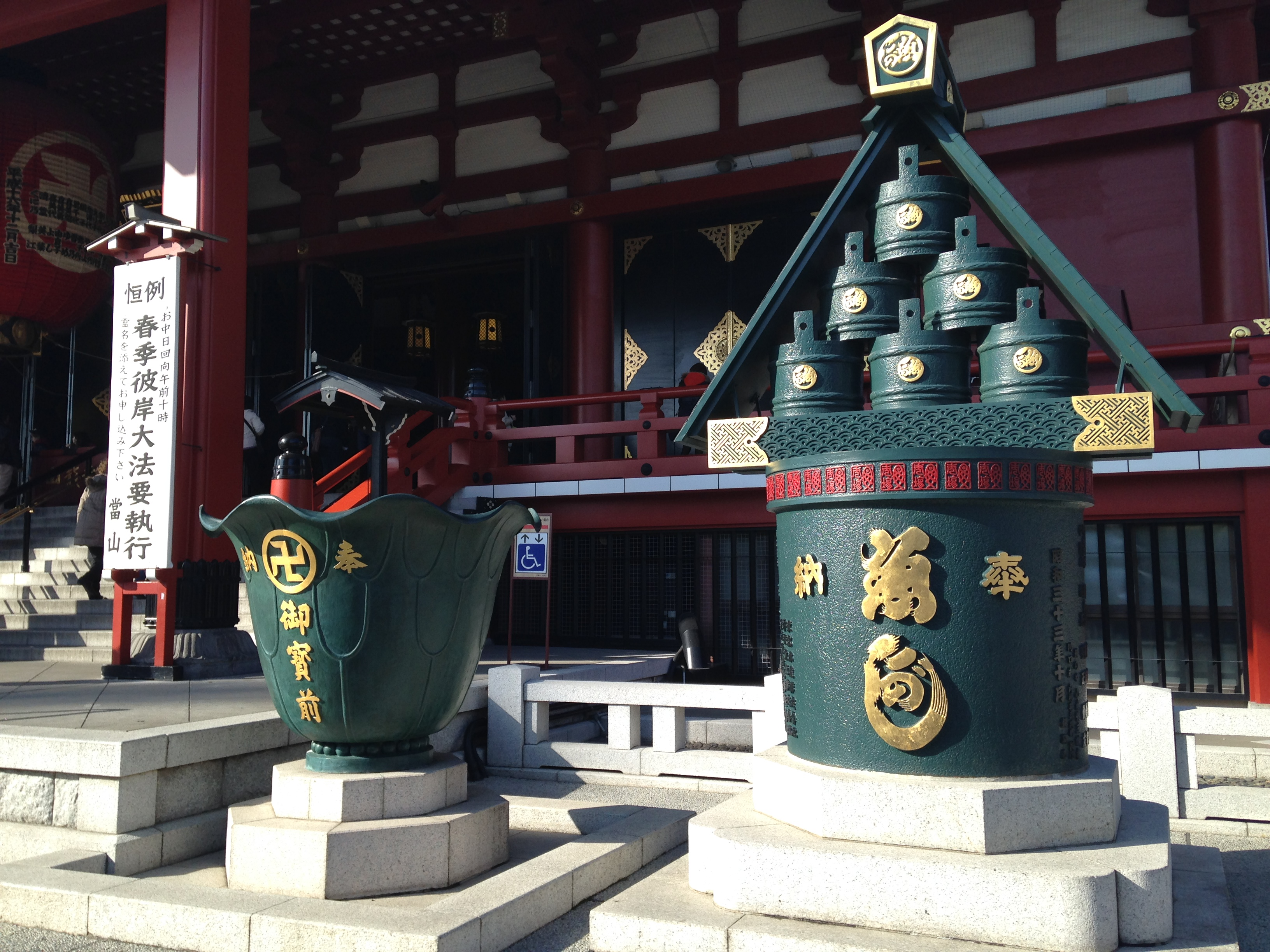
浅草寺の天水桶（防火用水）
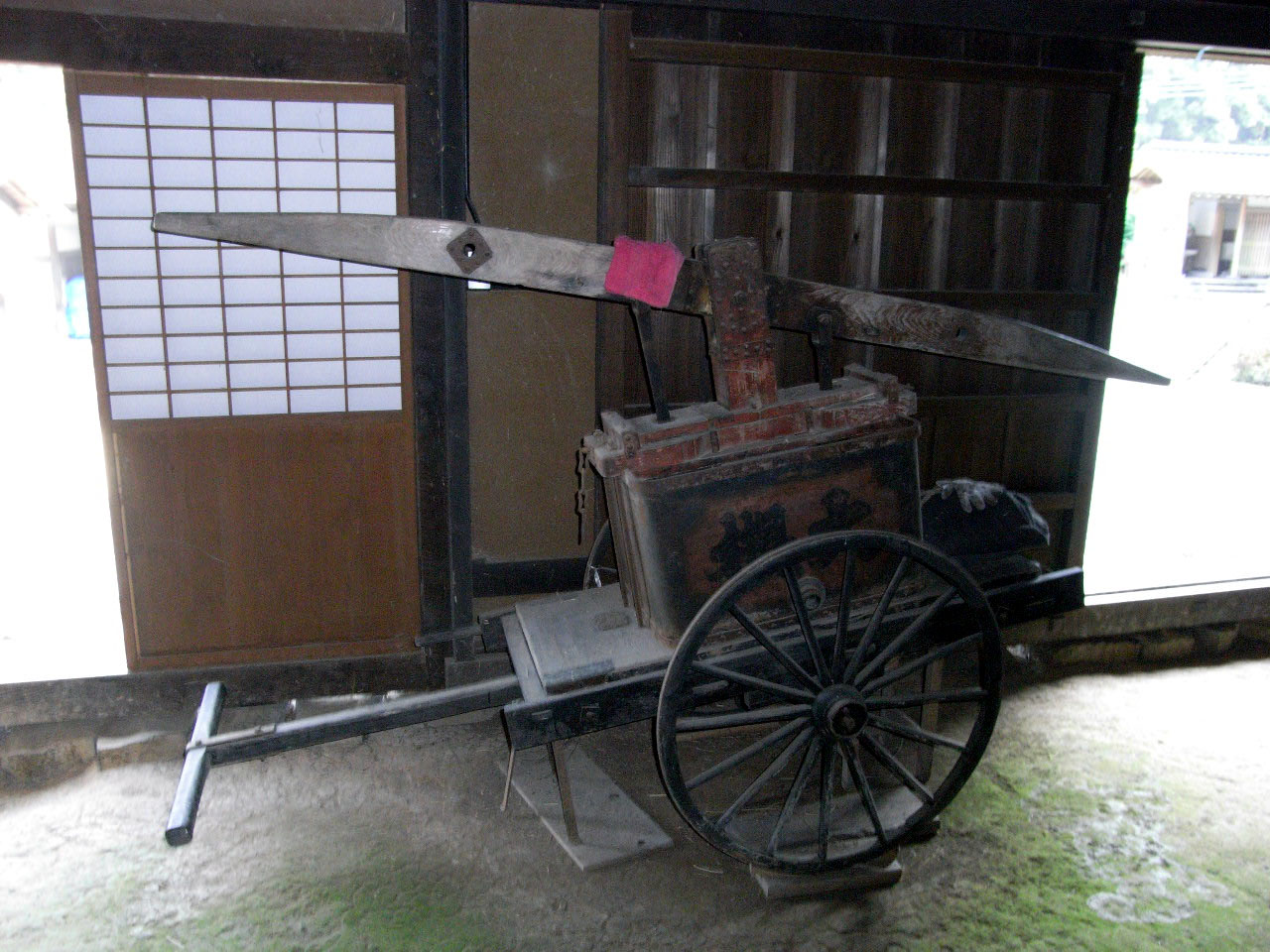
消防ポンプ付き 大八車

## 構成
現在の消防団は、常勤の地方公務員である消防吏員（消防官）ではなく、非常勤特別職（地方公務員法第3条第3項）の消防団員で構成されている。消防団員は、消防団の推薦を受け市町村長より任命された消防団長が、市町村長の承認を得て任命している（消防組織法第22条）。また、都道府県職員、消防吏員以外の市町村職員や、地方議会の議員なども一定数が消防団員として一般市民とともに現役で活動している。また女性の消防団員は2021年（令和3年）4月1日現在、全国で約2万7千人が活躍している。
法律上は、一般職の地方公務員である常勤消防団員からなる消防団もあり得る。過去、地方では消防本部を置かず、消防団内に常備部を設けることがしばしば行われたが、法律による権限から消防本部を選択する自治体が増し、1995年（平成7年）度以降、消防団常備部は存在せず、非常勤の者により構成される消防団のみ存在している（団員の正業における勤務先が所属する居住地域から離れているために平日日中に発生する火災に対応しきれないため、自治体内で勤務していることで通常の団員よりは即時対応が可能である自治体職員によって構成し常備消防と連携する団組織を置き、これに「（前述した従来の常備部とは意味合いの異なる）常備部」や「役場分団」などの名称を付している団もある）。

## 消防団の組織
地域差はあるが、概ね以下のような構成で運営される。
1. 団 （多くは消防本部を持つ市町村に一つの団が構成されるが、複数ある自治体もある。複数の場合は、消防署毎、または合併前の区域毎、消防組合など広域連合の場合の各市町村など、地形などの理由で越境して活動する事がないエリア毎など様々である。愛知県名古屋市など、小学校区で一つの団が編成される例もある。団長が指揮する）
2. 分団 （市町村のうち、小学校区に1から数個の大きな町、集落単位としたもの。分団長が指揮する）
3. 部 （分団を構成する集落をさらに細分化し、1から数個の町、集落単位としたもの。部長が指揮する）
4. 班 （部内に編成され、消火班、機械班などの担当を持つ。班長が指揮する）

これ以外についても同様に言える事だが、それぞれの消防団によって、基本の活動単位が分団であったり、部や班であったりする。また、いくつかの分団の集まりをブロックや方面隊・地区隊としている市町村もある。なお近年では市町村合併が促進された結果、合併前の旧市・郡等に含まれる旧市町村をそれぞれ「支団」や「方面隊」として構成し、その下に分団以下の組織を採る場合もある。その場合は、
1. 団
2. 方面隊 ・ 支団・方面団 （それぞれの長は階級ではなく役職）
3. 分団
4. 部
5. 班

となる。
また旧市町村毎に一つの消防団とみなし、その連合体として「連合消防団」としている場合もある。
愛知県名古屋市などは狭い面積の小学校区毎で団を編成している（代わりに分団を持たない）が、その上に、各区の消防署管内を単位として区内の団をまとめる「連合会」が置かれている場合もある。
2011年現在、大阪府以外では全ての市町村に消防団が設置されている。大阪府では大阪市に消防団がなく（かわりに2008年から機能別消防団として大阪市消防局災害活動支援隊が置かれている）、堺市についても2005年に合併で加わった美原区（旧南河内郡美原町）以外には存在しない。大阪府泉大津市では1972年に解団されたが2005年に再結成された。愛知県西尾市は2011年の合併により加わった地域の消防団を継承したため設置自治体となったが、堺市と同じく旧市域には存在しない。

## 消防団員の階級
地域によって体系が異なるためあくまで一般的なもの。
1. 団長
2. 副団長
3. （方面隊長・支団長）（※階級ではなく役職）
4. 分団長
5. 副分団長
6. 部長
7. 班長
8. 団員

地域によっては、各階級内で「先任」や「筆頭」という最上級者（先任/筆頭副団長、先任/筆頭班長等）を明確に置く場合がある。
また、部長を「集団長」と呼ぶこともある。集団長と呼ぶ場合は、この下に特科団員の集団として「救護集団長」「誘導集団長」「予防集団長」「自動車集団長」「積載車集団長」「ラッパ（喇叭）集団長」などを班長と同じ階級におき、それぞれの機能集団を組織する（これらは必要になった時に一時的に組織される）。

## 消防団の活動内容
- 消防団が行う主な活動内容としては、以下のものが挙げられる。

1. 消火活動[7]
2. 救助活動[8]
3. 水防活動[9]
4. 防火・啓発活動
5. 救命講習
6. 機材操作訓練

など

### 消火活動

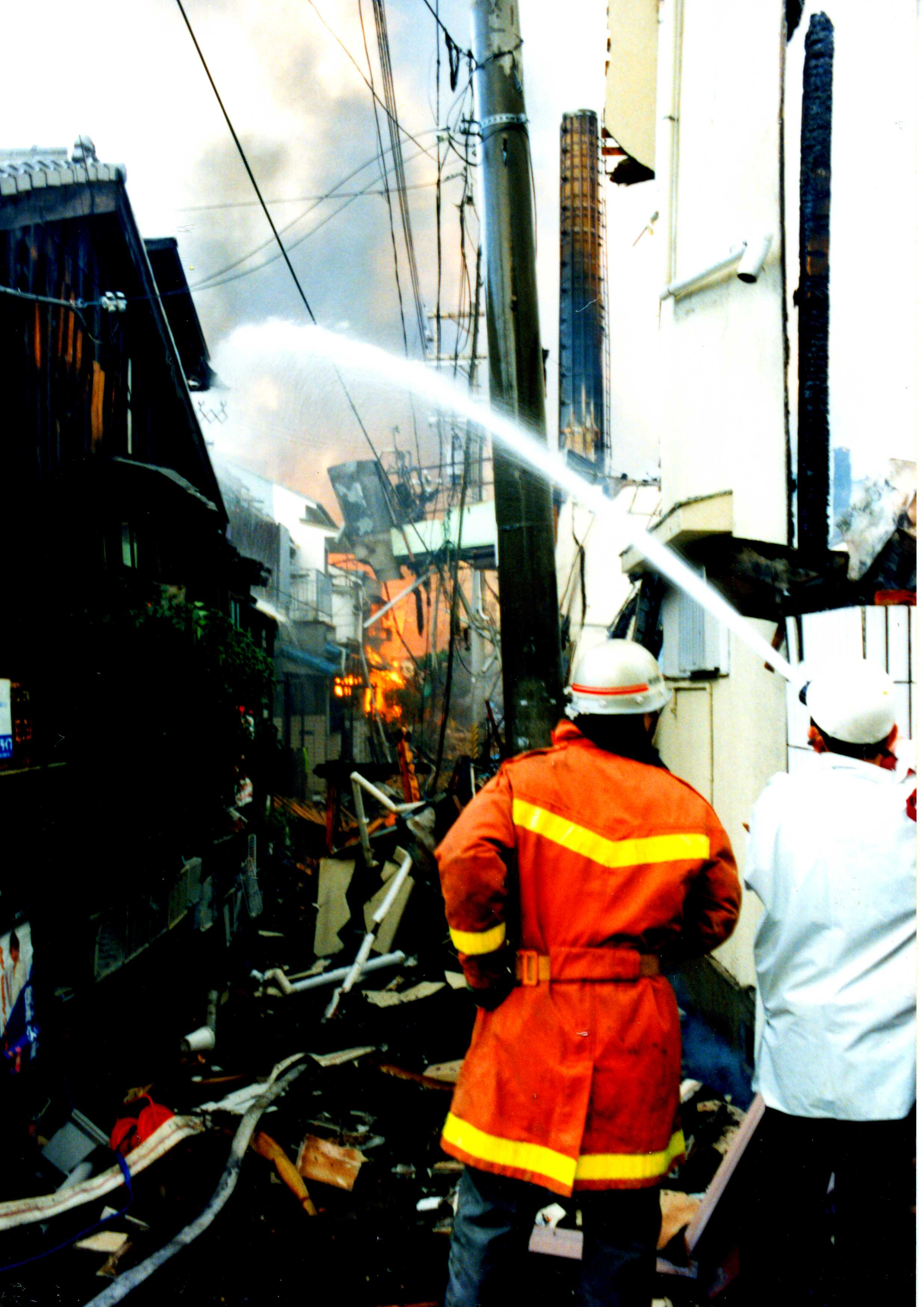
阪神・淡路大震災での消火活動

- 火災などの災害時には、自宅や職場から消防団の詰所（屯所）に配備されている消防車に乗るほか、直接現場に駆け付けて消火活動（初期消火活動）を行ったり[10]、周辺住民の避難誘導[11]、安否確認などを行う。

### 救助活動

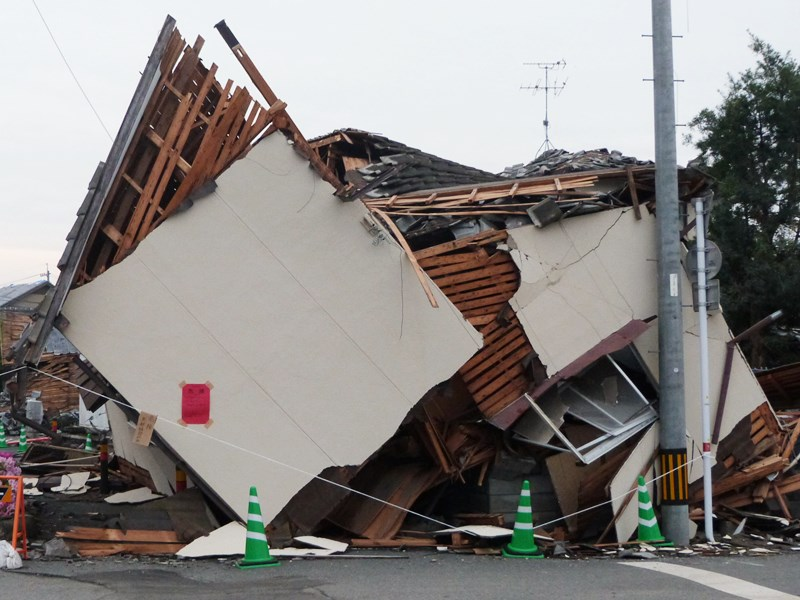
地震により倒壊した2階建ての家屋

- 地震などの際には、一気に消防への救助要請が殺到し消防本部だけでは対応できなくなる。過去には、地元の消防団が地震で倒壊した家屋の中から住民を迅速に救出したり[12]、台風による浸水被害で取り残された住民の救助を行った事例がある[13]。また大地震の発生後、被災地で慢性的に大渋滞が発生した際には[14]、被災都道府県が設置する救援物資集積拠点から消防団の消防車で住民が避難している各地域の避難所に向けて救援物資を緊急走行により輸送した事例もある。
- 行政の災害対応が整うまでの間、一時的に住民が避難する避難所の運営を行う場合がある。

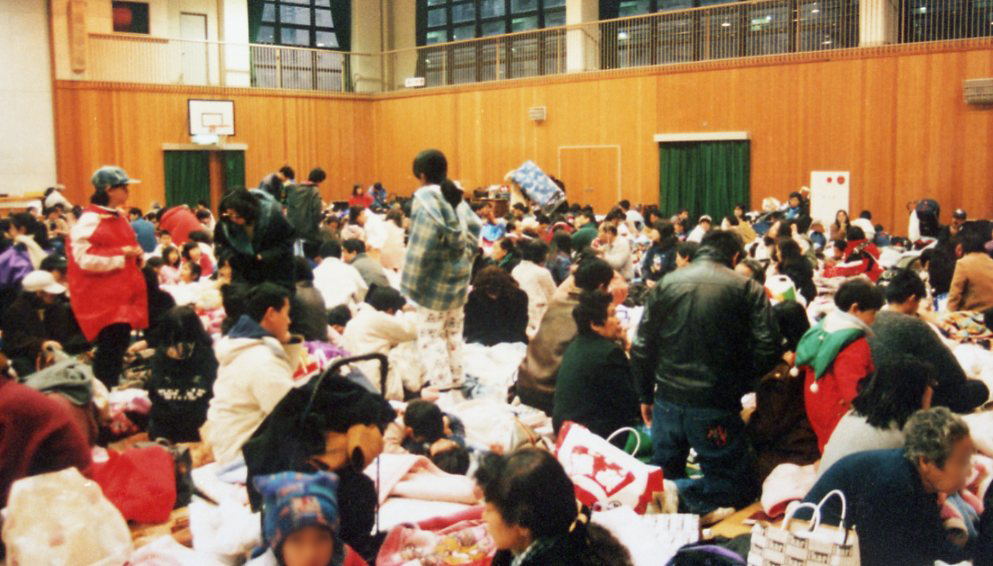
学校の体育館に設置された避難所

- 災害対策基本法及び国民保護法が適用されるような災害の場合、市町村長の指揮を受けた消防団長の指揮に基づき住民の避難誘導にあたる。
- 山間部の消防団では、遭難した登山者や河川等での行方不明者の捜索・救助を行うことも少なくない[15]。また、その他の行方不明者（家出・迷子・認知症徘徊など）の捜索に消防団が協力して出動しているケースもある[16]。

### 水防活動

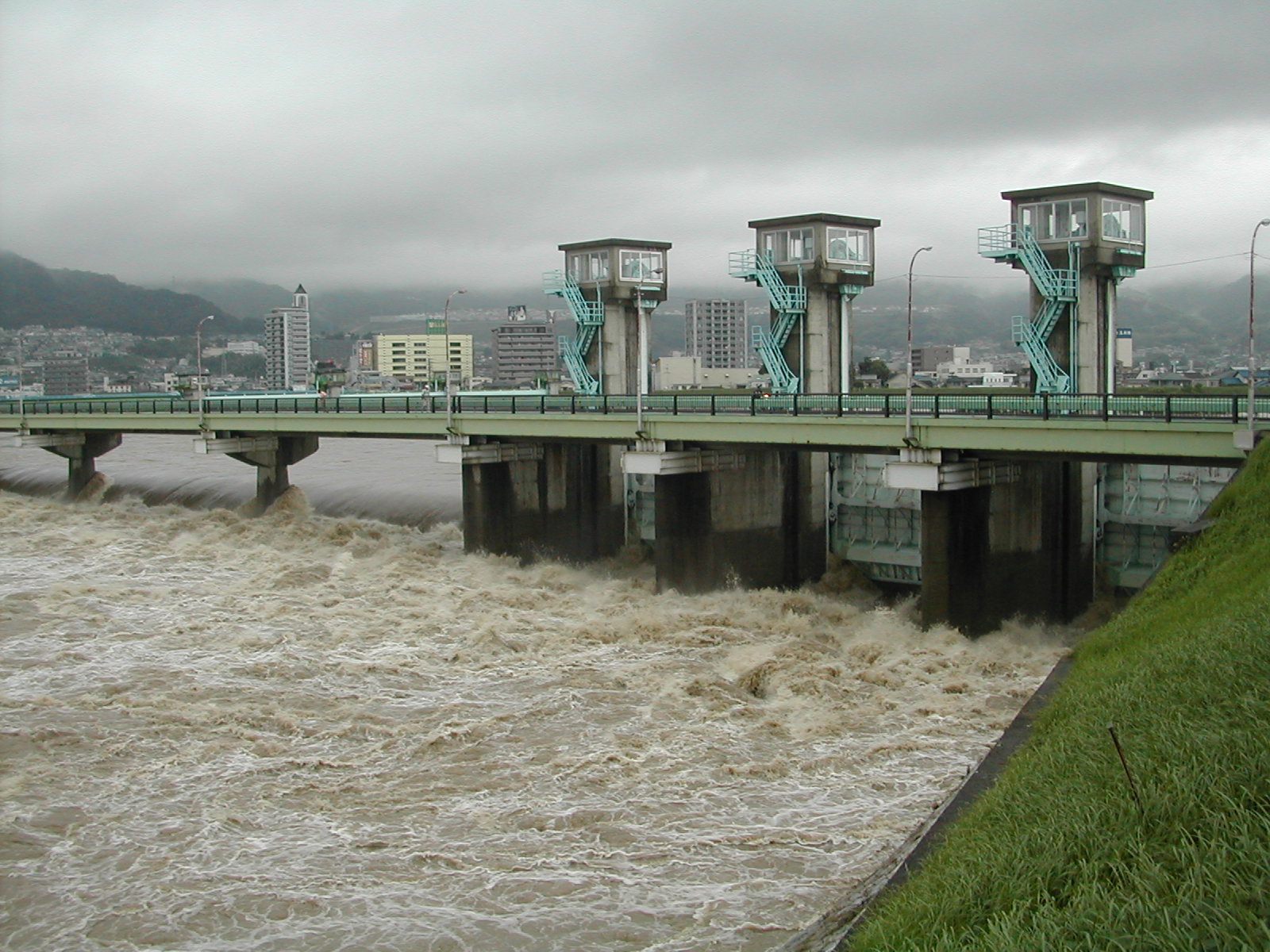
大芝水門（増水時）

- 消防団は、消防団として又は兼任水防団として水防活動を行う場合がある[17]（水防団は、水防法に基づき、洪水・高潮を警戒防御する水災事務を行うために市町村が設置する機関）。
  - 具体的な活動内容としては、台風等の豪雨時の巡回や応急的な堤防補強、土嚢積み[18]、高齢者等の安否確認、高潮・津波発生時の 水門閉鎖など[19] [20]。
- 豪雪地域の場合、除雪活動や融雪溝の維持管理などを行うこともある[21]。

### 防火・防災啓発活動、その他
- 一般的には1月の上旬から中旬にかけて出初式を行う。東京消防庁など自治体の消防本部と共に出初式を行い、消防団員や消防車両による観閲行進[22]、獅子舞・伝統の火消しハシゴ乗り[23]、防災ヘリ・消防艇などとともに行う一斉放水[24][25]、防災展などの活動を行って対外的な広報活動を行う消防団もある[26]。一方で「通常点検」と称して整列などを延々と分団・部ごとに行うだけで放水も無く市民などの観客がほとんど来ない消防団の出初式もあり、自治体により格差が激しい。
- 地域によっては、地元の花火大会や盆踊り、祭礼[27]、餅つき大会、成人式など、地域のイベント時に防火警備・誘導・交通整理や清掃などで協力することもある。
- 平時においては消防操法や防災機材の操作訓練などを通し[28] [29]、災害救助などに必要な技術の修練を行う。
  - 防火水槽や消防水利の位置を熟知する目的を兼ねて、定期的にこれらの点検を行うところもある[30]。
- 年1回程度、コロナ時代に対応した最新応急手当法の講習を受ける[31]。
- 地域の防災会議への出席及び避難訓練などを通じて、広報並びに啓蒙活動を行う。
- 地元の小・中学校や幼稚園、保育園などと共に 防災訓練・防災教室などを定期的に開催し、防火教育・防災啓発活動を行う [32]。
- 小中学生の登校・下校時に 地元自治体や学校、交番（駐在所）などと連携して、消防団に配備されている既存の消防車で「防火・防犯パトロール」として青色防犯パトロールなどの見守り活動を行うところもある[33]。その際には青色回転灯ではなく通常の赤色回転灯を点滅させて巡回を行うが、サイレンは鳴らさない。
- 防火パトロールで夜警や広報活動を行う際には[34]、住民への注意喚起のため電鐘を吹鳴することがある。
- 鹿児島県の一部地域では消防団員等が酒と魚を見晴らしの良い丘などに持ち寄って火災予防の祈願をするトキ（斎）という風習がある。例えば開聞町下仙田では、キトゴ（祈祷講）といい、火の神である秋葉神社のもとに集まって行う[35]。

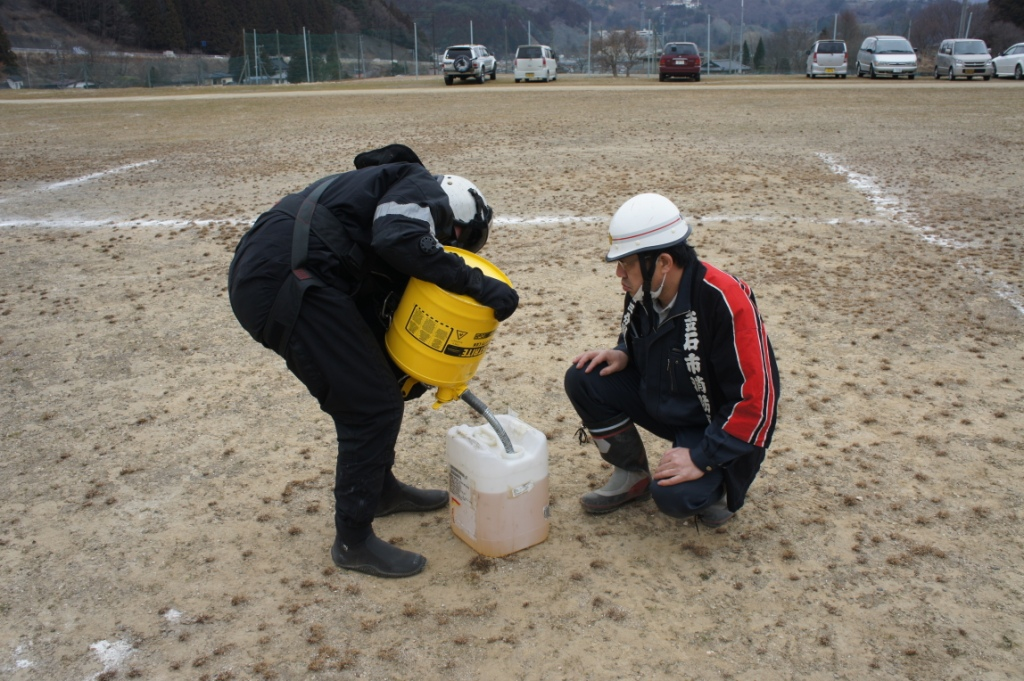
東日本大震災におけるトモダチ作戦でアメリカ海軍から暖房用の軽油を受け取る釜石消防団員（2011年3月15日）

## 装備・機材
装備は総務省消防庁の告示（消防団の装備の基準〈昭和63年消防庁告示第3号〉）で定められている。消防団によっては個人支給・貸与でなく、分団・部等の備品になっていることもある。主な装備、機材は以下の通り。

### ヘルメット
- 正面に消防団章があり、消防吏員同様、階級毎に太さや本数の違う（最大3本）赤色または緑色などの線（周章線）が入る。

### 制服、半纏、活動用作業服
- 半纏については、支給していない団もある。

### 防火服・防火帽

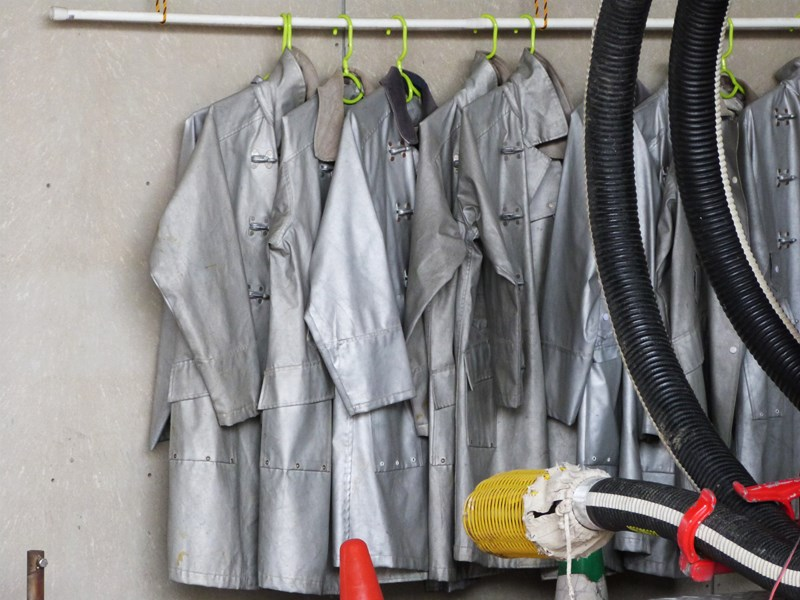
消防団の防火服

- 自治体により差があるが、火炎の高熱（赤外線）や飛来する火の粉を効果的に遮る銀色のアルミ蒸着繊維、アラミド繊維などで機能性を向上したコート型防火服や、セパレート型防火服を着用して出動する[38]。耐火性に加え、防水性も備えている。
- 東京都23区外の市町村では、セパレートタイプの防火服が増えており、神奈川県内でも消防吏員が使用する物と同等の性能を持つ防火服を使用する団も出てきている（座間市消防団、町田市消防団など）。

### 無線機・携帯式無線受令機

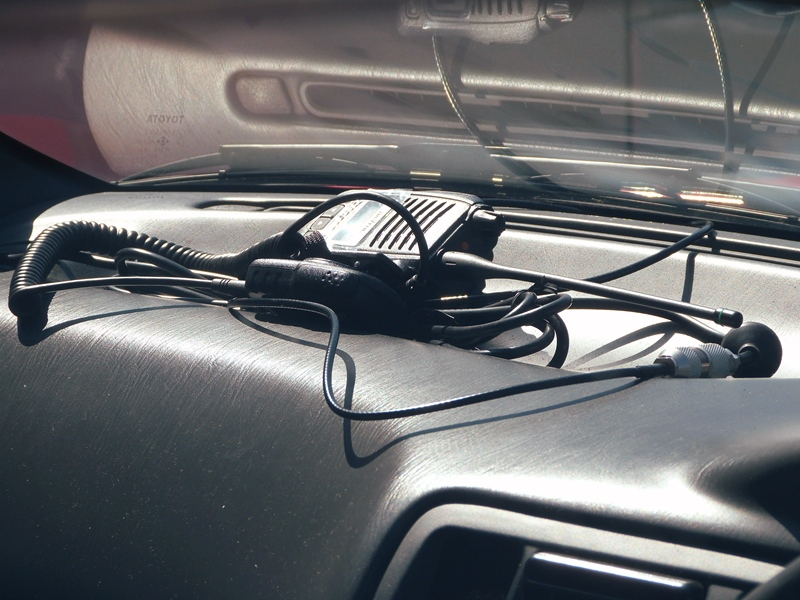
個人携行型デジタル無線機

- 消防団においての無線は、消防本部とも交信可能な消防無線を導入している団から予算を理由に全く導入されていない団まで[39]、自治体により対応は様々。
  - 団員個人へ支給・貸与の団がある一方[40]、団・分団・部などの共用備品になっているところもある。アナログ波では個人的に民生品を購入して受信している場合もある。
- 東日本大震災で経験した通り、大規模災害時には携帯電話の通信回線は容易に破壊され途絶、あるいは輻輳して通話不能となり、最前線で活動する団員に重要な情報が伝わらず、また本部でも最前線で活動中の団員の状況を把握できず、住民の避難誘導や水門閉鎖などで活動中だった団員らの撤退・避難が遅れ、その結果として消防職員の殉職者は27名だったのに対し消防団は実にその9倍以上に達する254名もの多数の殉職者を出すに至った[41]。
- これら多くの犠牲や教訓から、今後予測される首都直下地震及び南海トラフ巨大地震を視野に、災害時でも最前線で防災活動に当たる団員たちに確実に重要な情報の伝達、また最前線の具体的な最新の状況を本部に報告するために、車載無線機だけでなく個人携行型の無線機・無線受令機の導入が各地の消防団で進んでいる[42]。これは消防本部から団詰所間、詰所から出動中の消防車間、現場活動中の団員同士の連絡用としてあらゆる場面で利用するため、民生品のため安価であり、無線従事者免許や無線局免許状の不要なデジタル簡易無線などのハンディ・トランシーバーを導入する事が多い。

### 安全靴・長靴、革靴
- 火災現場では大量の放水を行うため、足元が水浸しになることが多い。長靴には、正面に黄色い消防団の紋章が入っている。釘踏み抜き防止の金属板が底に入っていたり、安全靴仕様になっている物もある。

### LEDヘッドライト
- 夜間の見回りや暗いところでの活動の際などに使用する。

### 交通誘導灯（赤色灯）

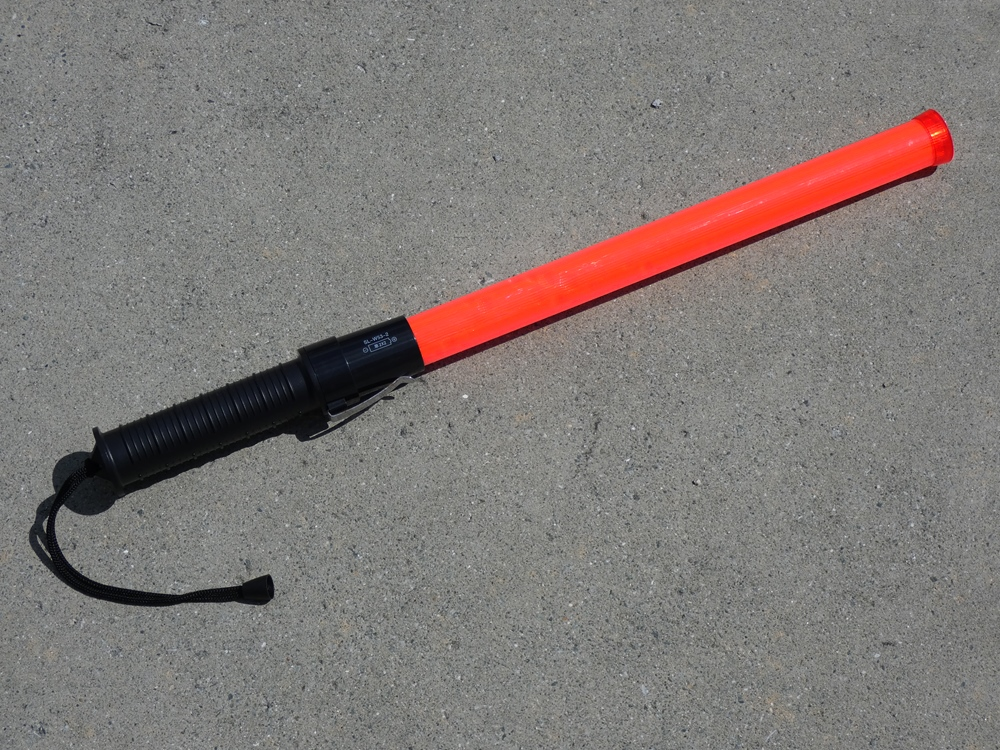
交通誘導灯（赤色灯）

- 夜間の道路工事などで使用している民生用の物と同じ。道路交通法上の「赤色灯」。

### 救命胴衣・ライフジャケット
- 救命胴衣は水害時などに出動した際や、水利確保のために水流の速い河川に吸管を持って降りる際などに[43]、足を滑らせたりして不慮の溺水事故の危険から身を守るために使用する。

### その他
- 流出オイル吸着マット[44]
- ホイッスル（警笛）
- ゴーグル（保護メガネ）
- 防火・耐熱・耐切創手袋・軍手
- ロープ

など

### 消火ホース格納箱

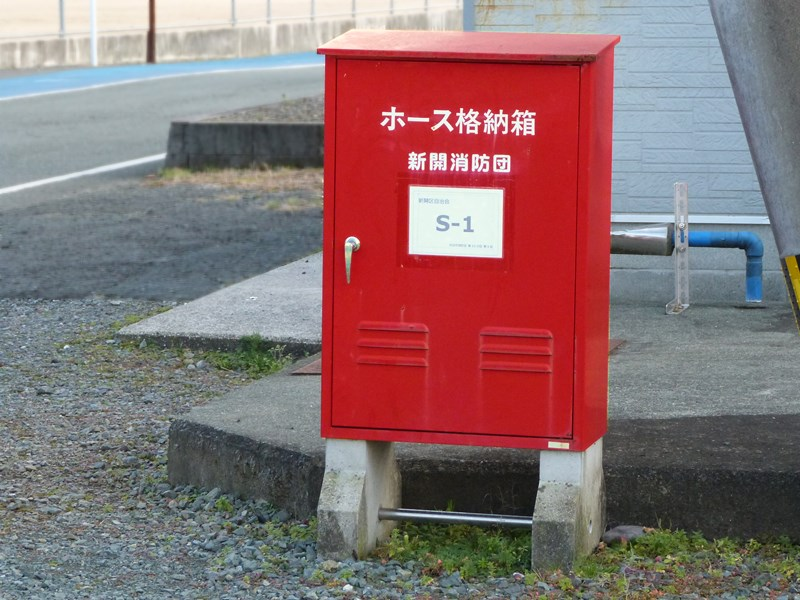
消火ホース格納箱（新開消防団）

- 地域に一定間隔で、主に路上の消火栓付近に配置されており、災害時には初期消火のためなら誰でも使用可能[45]。
  - 内部には、20ｍ消火ホース、放水ノズル(筒先)、スタンドパイプ、分岐水栓、スピンドル（大箱回し）などが入っている[46]。

### 可搬消防ポンプ
- 可搬消防ポンプ（俗称：小型動力ポンプ）は、古くからの市街地、住宅密集地、農村や山間部の細道などに代表されるような道幅が狭く奥まった場所（狭隘道路地域）など、消防ポンプ自動車などが容易に入って行けない場所でも機動的に持ち込んで作動させることができる。
- 漁港に近い沿岸部の消防団員の漁船などに搭載して船舶火災などにも対応可能な消防艇としての運用をしている消防団もある[47]。

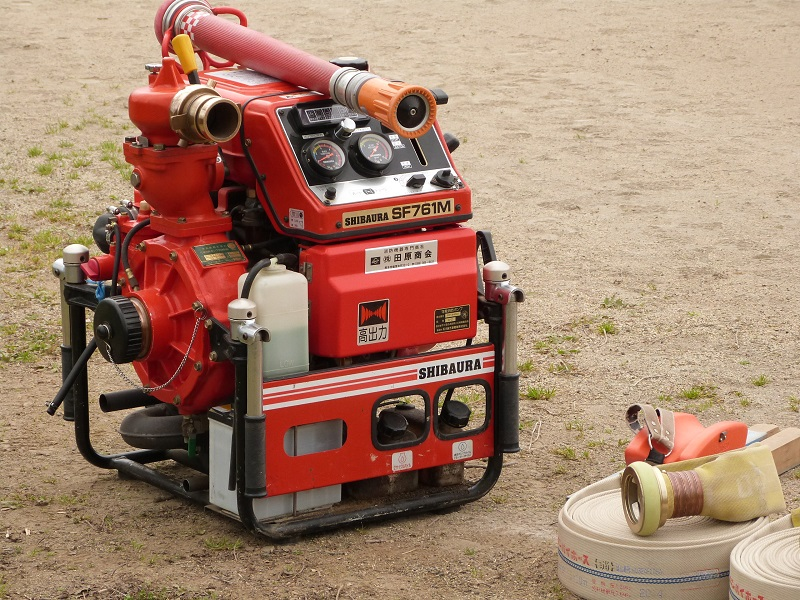
可搬消防ポンプ・放水ノズル・消火ホースなど一式。
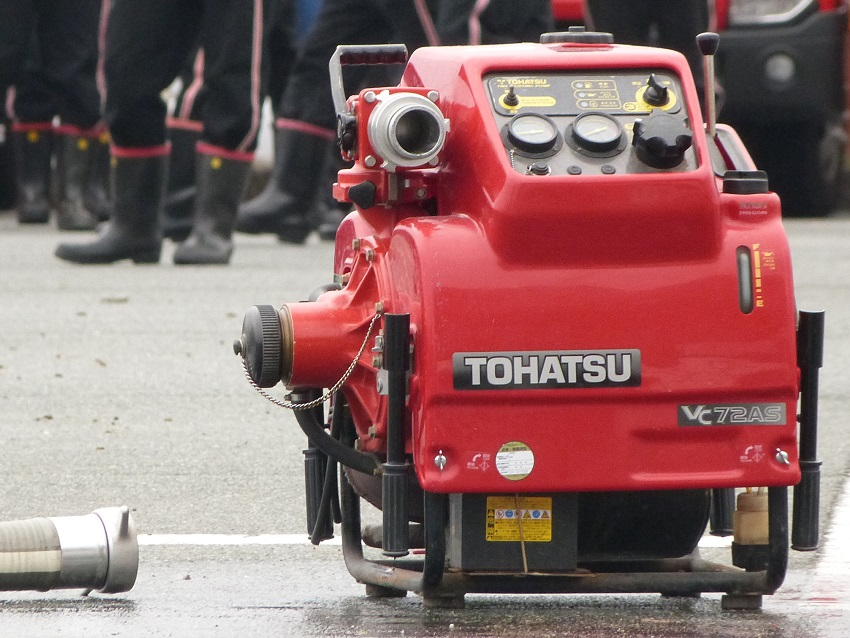
消防団の可搬消防ポンプ
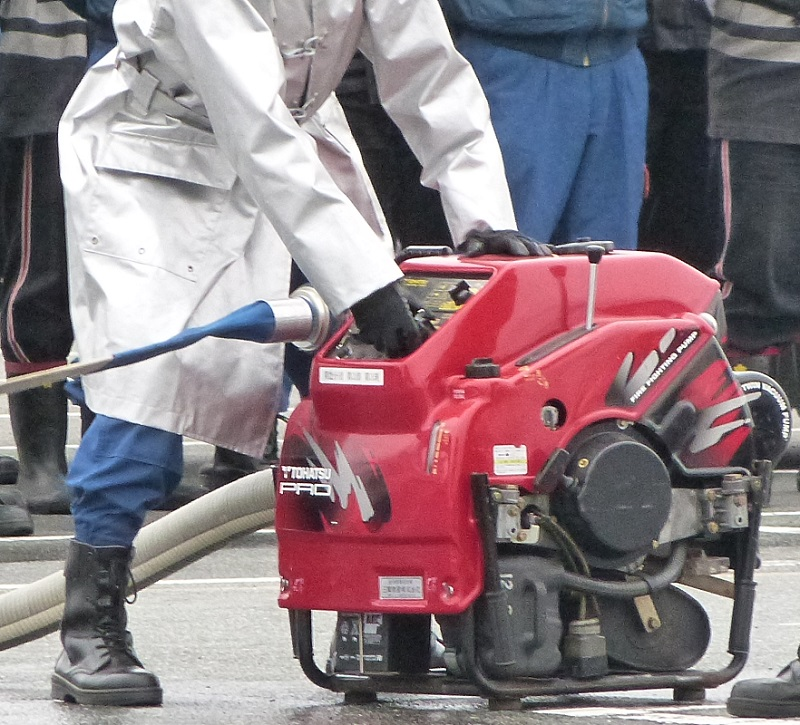
可搬消防ポンプを駆動させているところ

- 市町村・その他の条件により採用されるモデルは異なるが、概ね30PS以上60PS以下、放水量は小さなもので毎分500L、大きなものでは毎分1000Lを超えるものがある。通常、可搬ポンプの運用は筒先1口、大型の可搬ポンプでは2口を前提に考えられている。4口で運用される場合もある。
- 可搬消防ポンプには、四隅の側面に運搬用のためのハンドルが付いており、大人2名程度でも容易に運搬できる。ポンプのみの配置の場合は、運搬用の手引き台車を付置する場合が多い。
ポンプの動力機で発電できるため、手引き台車にもスタンド付サーチライトなどの投光器が装備されているほか、道路交通法上の赤色灯（交通誘導灯）や、近隣住民に火災などの危険が迫っていることを知らせるためのモーターサイレン（手回し型サイレンの場合もある）も装備されている[48]。
手引き台車は自動車ではないが、道路交通法上、他の消防車両と同様に緊急車両扱いになる。

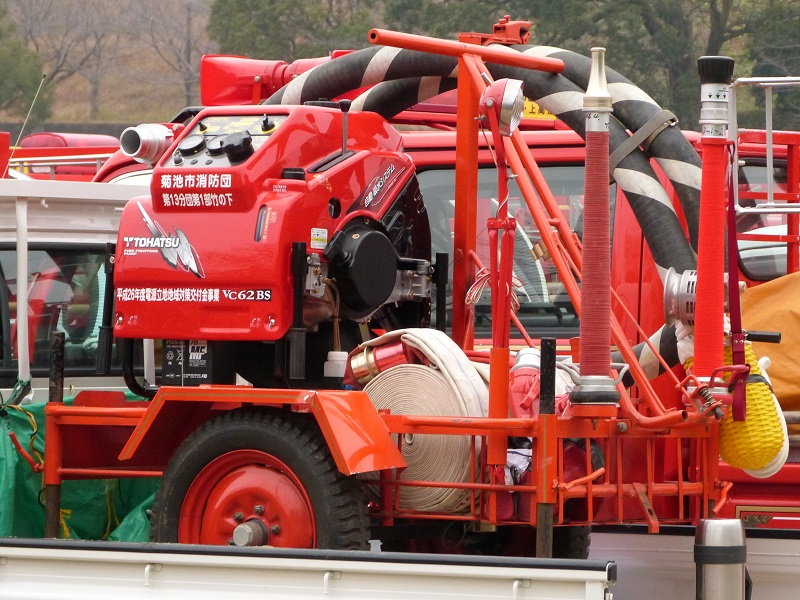
可搬消防ポンプと手引き台車を軽トラックの荷台に搭載したところ。手引き台車にも金色の装飾線あり。（菊池市消防団）

### ストライカー（携帯用コンクリート破壊器具）
- 重機が入れないような狭い場所などで救助のための破壊活動を単独で行わなければならない場合などに、一人でも操作することが出来る手動式の破壊器具[49][50]。コンクリート・レンガブロックの壁、板金属を打ち砕くほか、錠前・止め金具・自動車のドアや防火扉のこじ開けなど広い用途で救助活動に使用できる。

### チェーンソー 、ジャッキ
- 地震などの大災害時に、倒壊家屋から住民を救助する際や、道路を塞いでいる倒木・流木を除去する際などに使用する[51]。

後述の「多機能型消防車」などに装備されているが、通常のポンプ車などに常時装備されている例は少なく、普段は消防団の詰所や防災倉庫などに配置してあることが多い。

## 車両

### 可搬消防ポンプ積載車
- 可搬消防ポンプ積載車は通常 「積載車」 と呼ばれ、消防ポンプ自動車は単に「自動車」と呼び分けられている。この可搬消防ポンプ積載車と、後述の消防ポンプ自動車が消防団の主力装備となっており、消防本部が有する全ての消防車の数よりも台数が多い。
- 一般的には3トン級のトラックをベースにした車両が多いが、活動する地域の道路幅などの地理的条件を考慮して小回りが利く軽トラックやワゴン車を改造したタイプの車両などもある[53][注釈 2]。後述の消防ポンプ自動車と装備にほとんど差はなく、ホース、吸管、小型の3連はしご、ホースカー（一部のみ）などを装備しており、消火栓や防火水槽に吸管を入れ、ポンプで水を吸い上げ、ホースから放水する。後部の荷台に積載した 可搬消防ポンプ という、車のエンジンとは別の独立した動力機を持つ可搬式の消防ポンプによって放水する点が消防ポンプ自動車とは異なる（したがって、積載車の「自動車部分」はポンプなどを輸送する手段という見方もできる）。
  - 「消防ポンプ自動車」は、自動車のエンジンで消防ポンプを動かしているため放水量は多いが、火災現場で消防ポンプの取り外しは出来ないため、小回りが効かない。
- 外見上の特徴として、車体の正面に消防団章が入っている点で消防本部の消防車と異なる。さらに車体の正面や側面に、金色や白色の装飾線が施されている（ない車両もある）。また、車両の屋根（上部）には防災ヘリなどへの対空表示として、校区名や分団名などが表示されている（市町村によってはない消防団もある）。同じ消防団の中でも乗員が4人乗りから9人乗りのもの、赤色回転灯やサイレンの数や形が異なるもの、後部に幌が付いているものなどバリエーションは様々ある。
- 一部の大学で学生消防団が独自に所有し[注釈 3]、学生団員が運用している消防車も可搬消防ポンプ積載車[54] [55]。

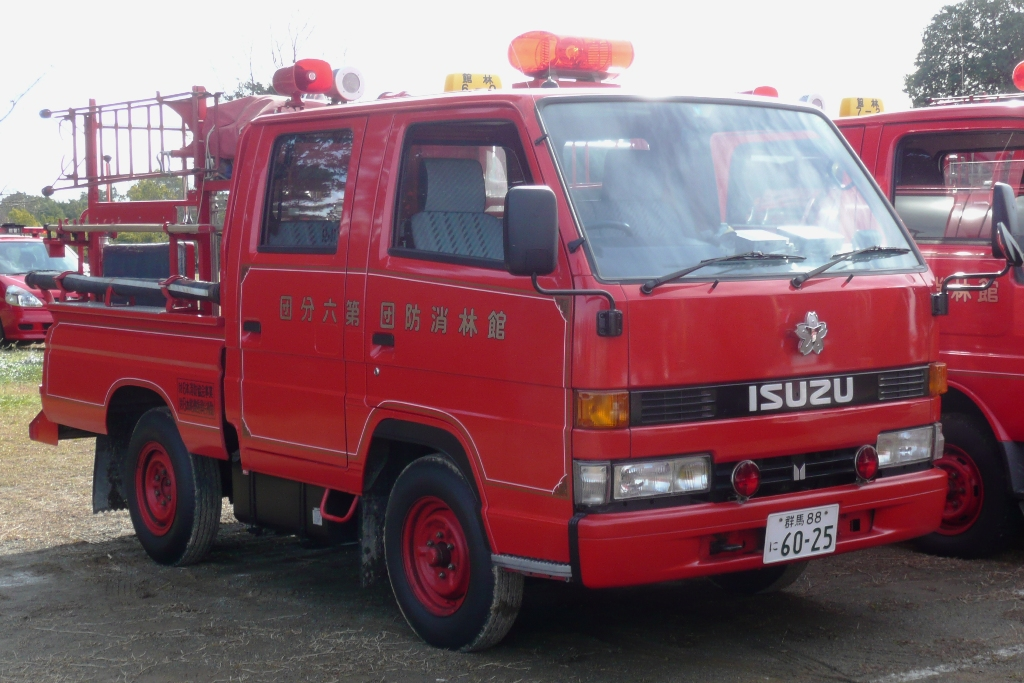
可搬消防ポンプ積載車 （館林消防団）
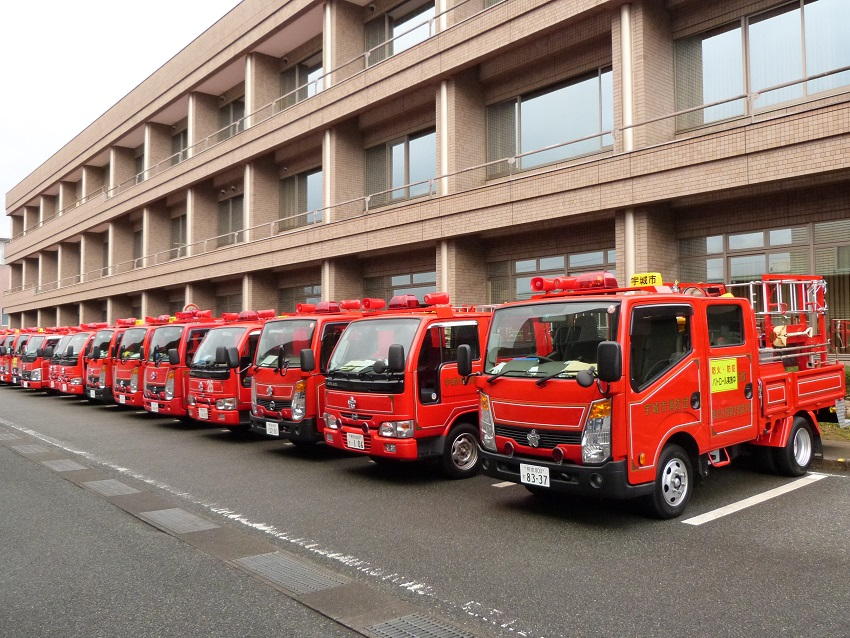
可搬消防ポンプ積載車 （宇城市消防団）
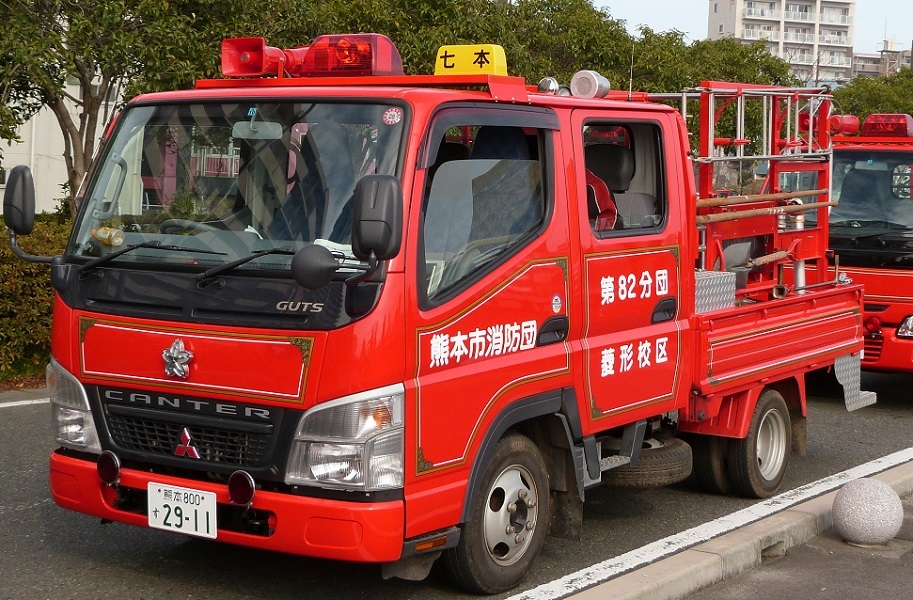
可搬消防ポンプ積載車 （熊本市消防団）
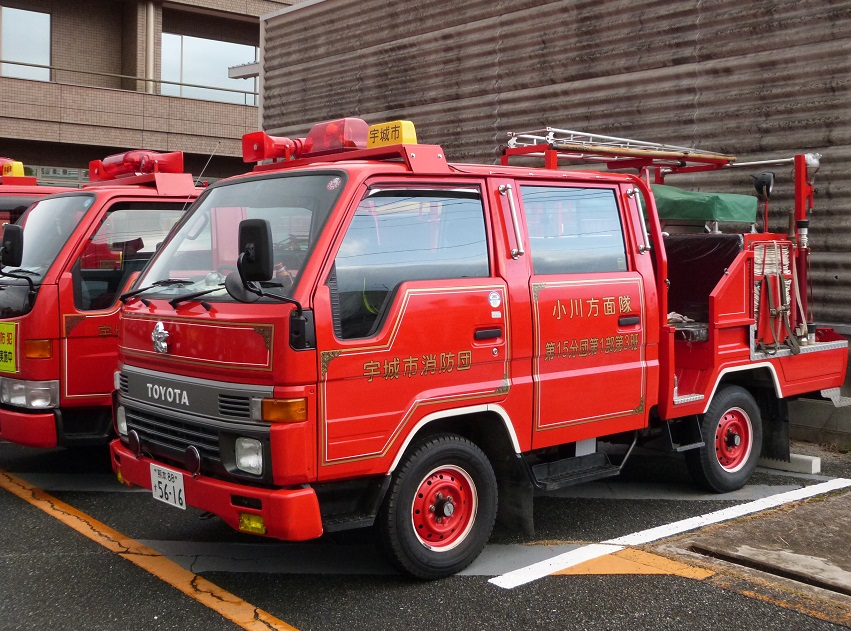
3列目の座席があるタイプのポンプ積載車 （宇城市消防団）
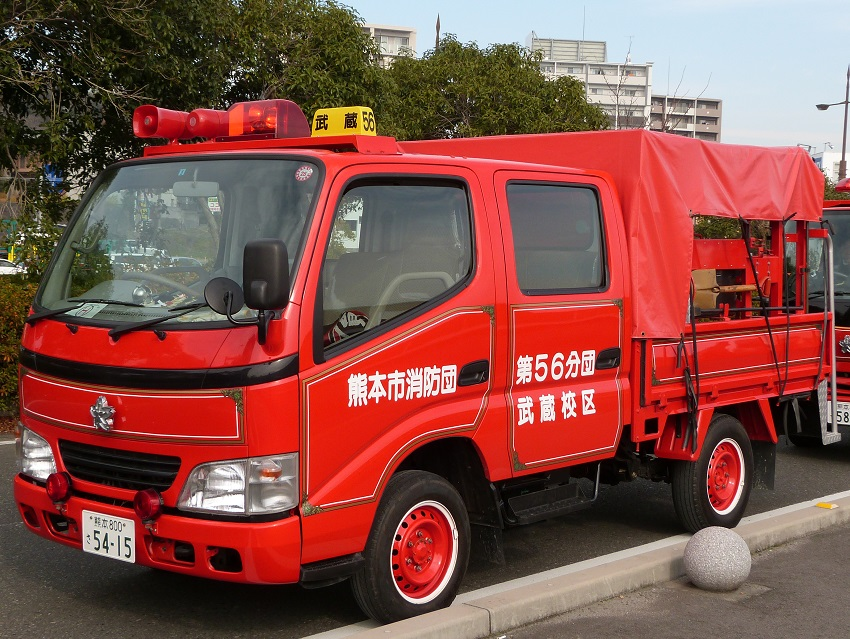
後部に幌がついているタイプのポンプ積載車 （熊本市消防団）
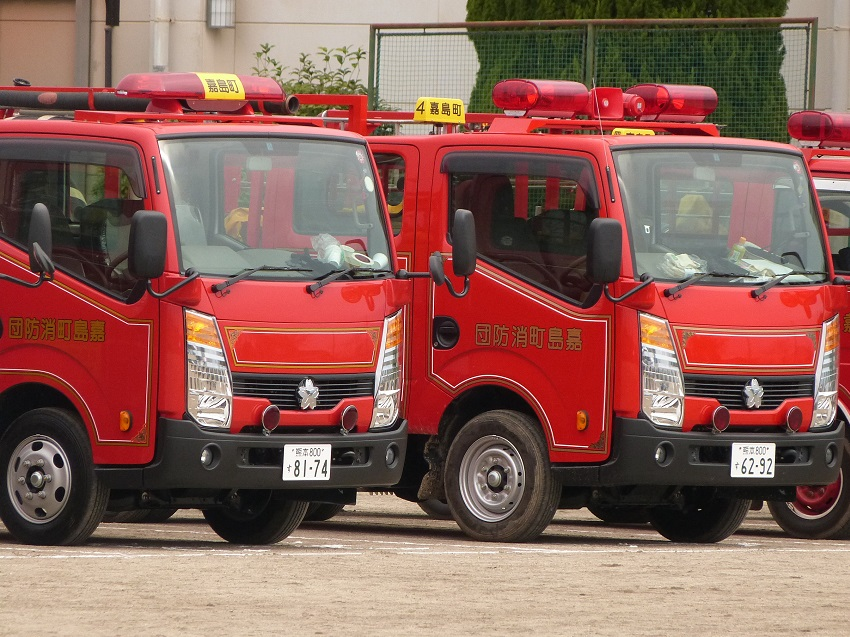
同じ消防団でも分団によって赤色灯の形が異なる例 （嘉島町消防団）
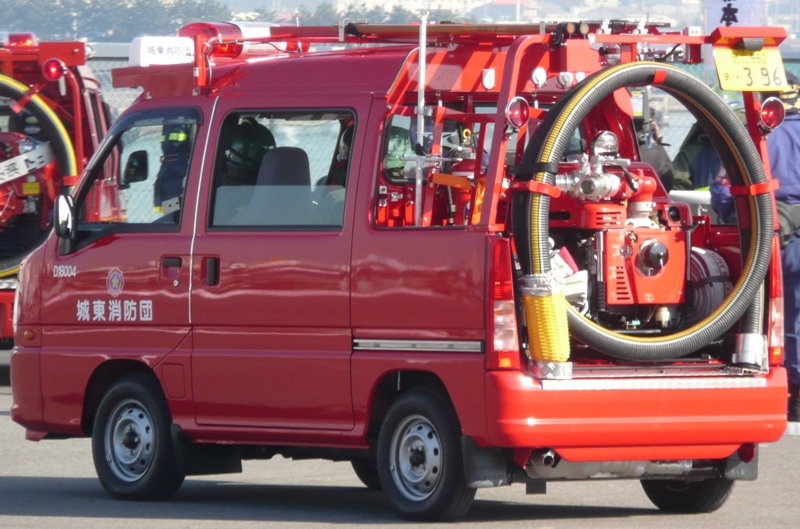
ミニ消防車（軽四積載車） （城東消防団）
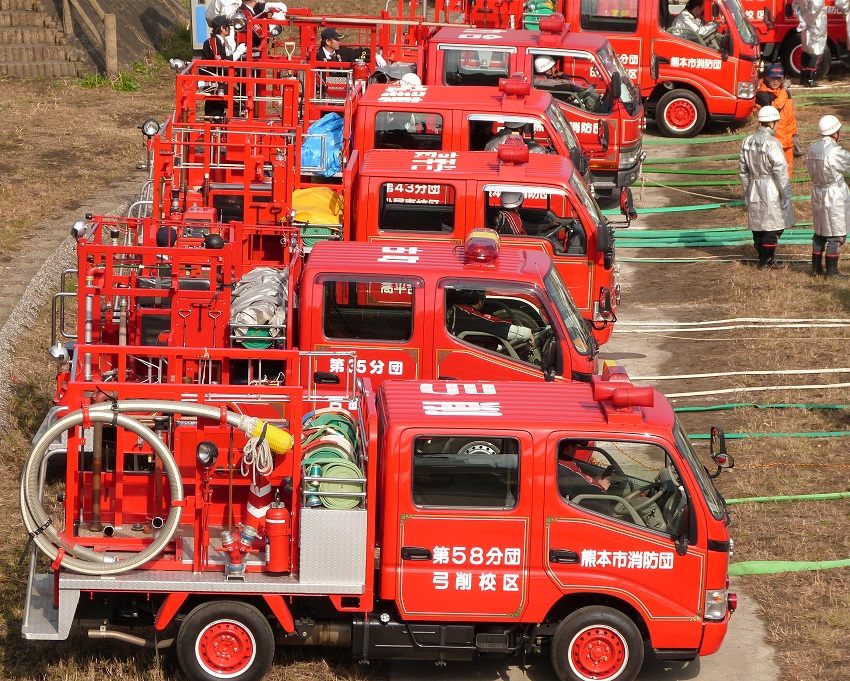
ポンプ積載車の屋根に校区名が対空表示されている例 （熊本市消防団）
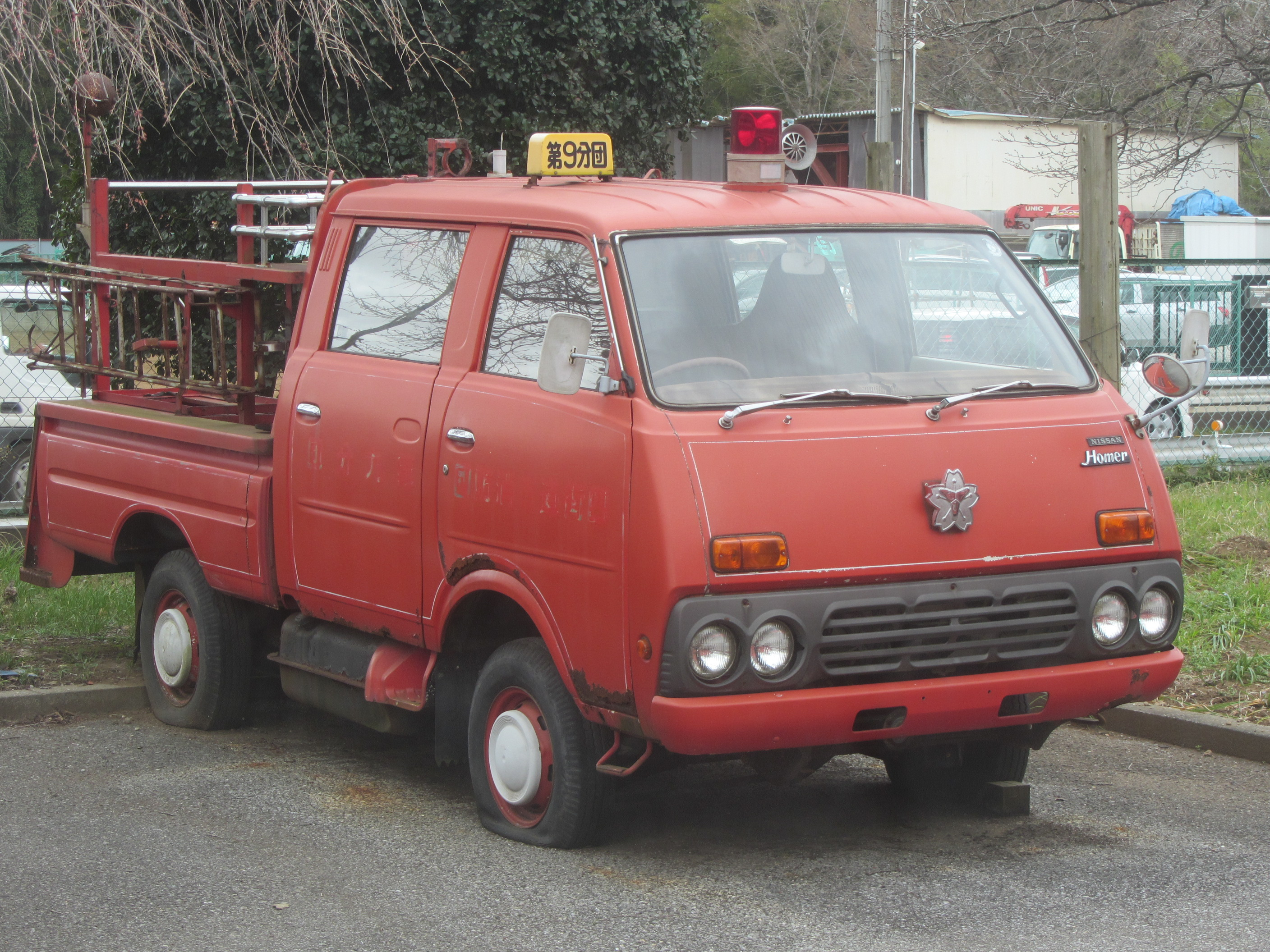
可搬消防ポンプ積載車 （廃車） （四街道市消防団）
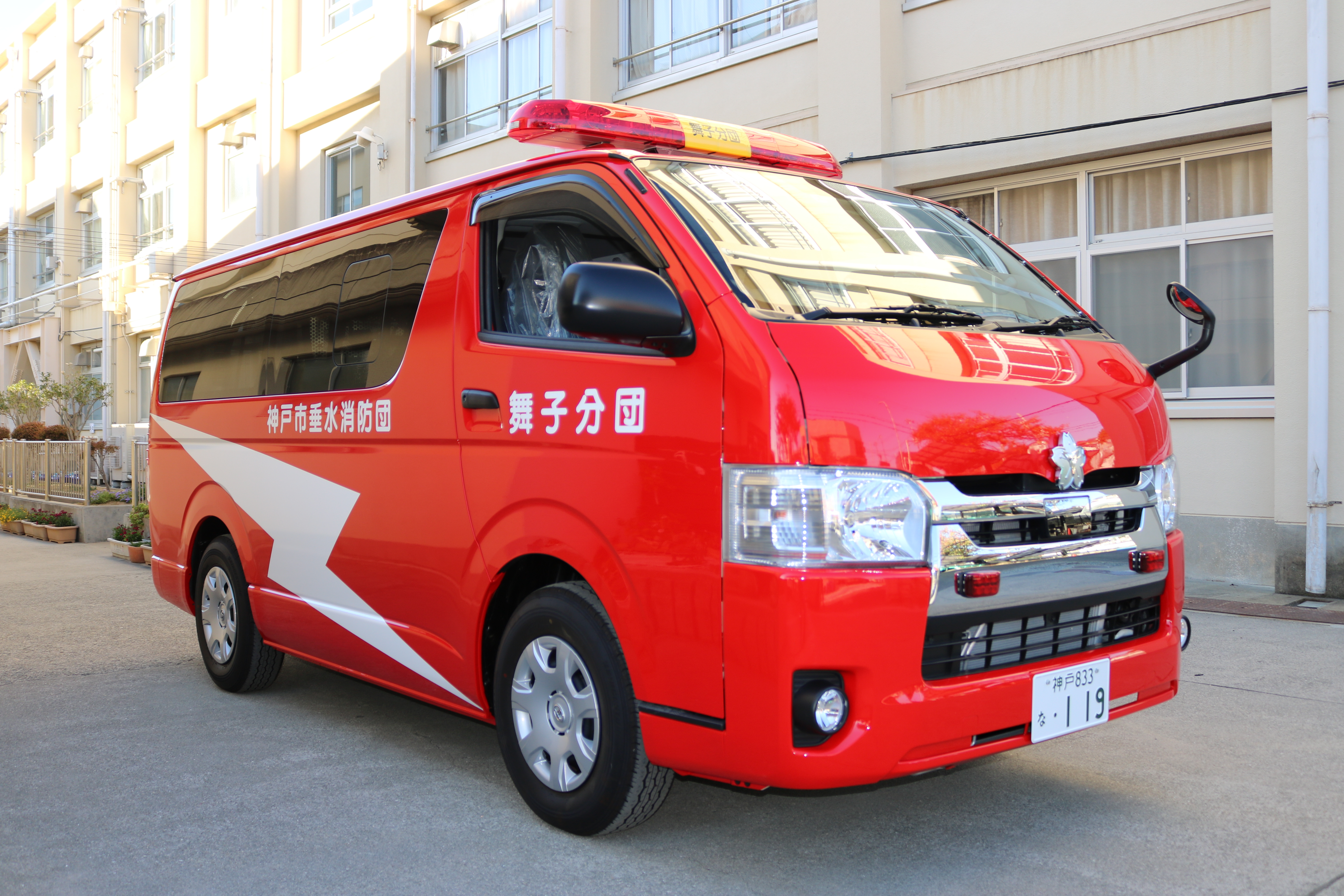
多用途型ポンプ積載車 （神戸市垂水消防団）

### 消防ポンプ自動車
- 消防ポンプ自動車は、自動車のエンジンの動力で放水ポンプを駆動する。吐水量は前述の可搬消防ポンプよりも多く、毎分2000L以上のものが多いが、人間が筒先を構える場合、筒先一つ当たり600L以上を放水することは難しい。放水する団員の負荷軽減のため、放水銃が装備されたタイプの車両もある[56]。
- 最近は、軽の消防ポンプ自動車も登場している[57]。従来型の消防ポンプ車と比較して価格は約4分の1程度に抑えられ、搭載している消防ポンプの操作方法は従来の物より簡単になり、しかも小回りが効いて機動性が高く、大型車に比べて団員も運転しやすいということもあり、東日本大震災の後からは各地の自治体・消防団から製造メーカー（株式会社ネイチャー）に問い合わせが相次いだ[58][59]。

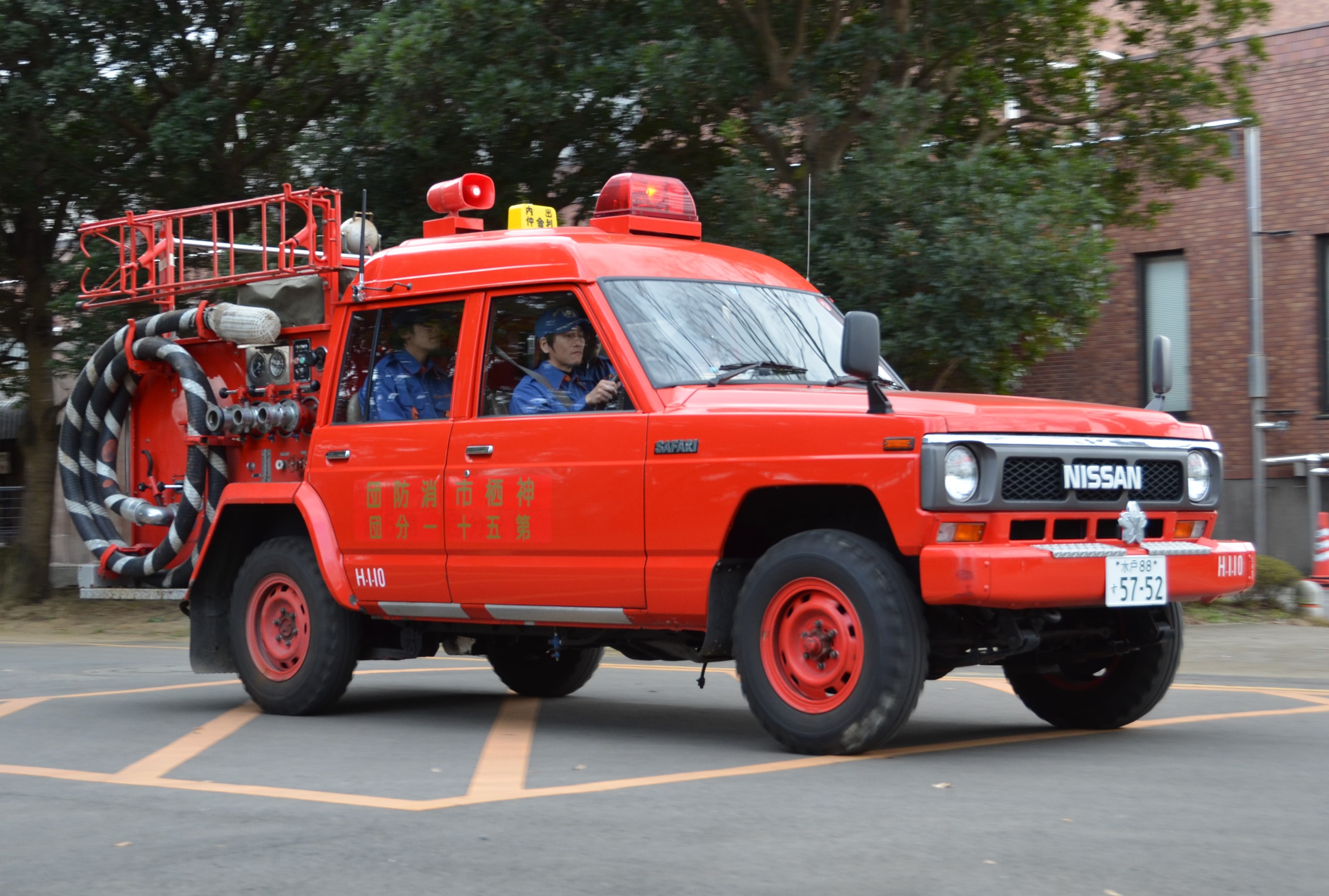
BD-1型 消防ポンプ自動車 （神栖市消防団）
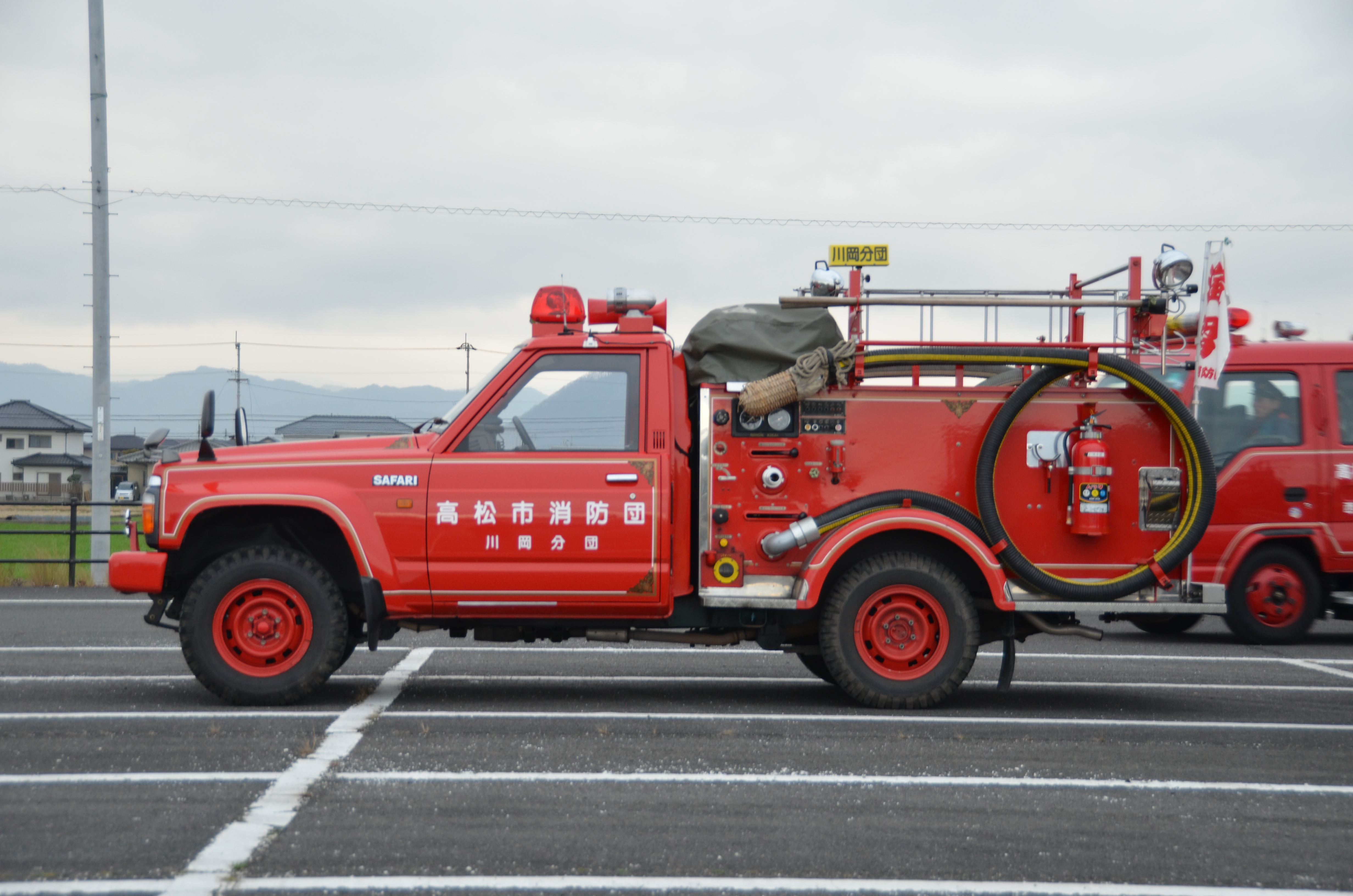
BS-1型 消防ポンプ自動車 [60] （高松市消防団）
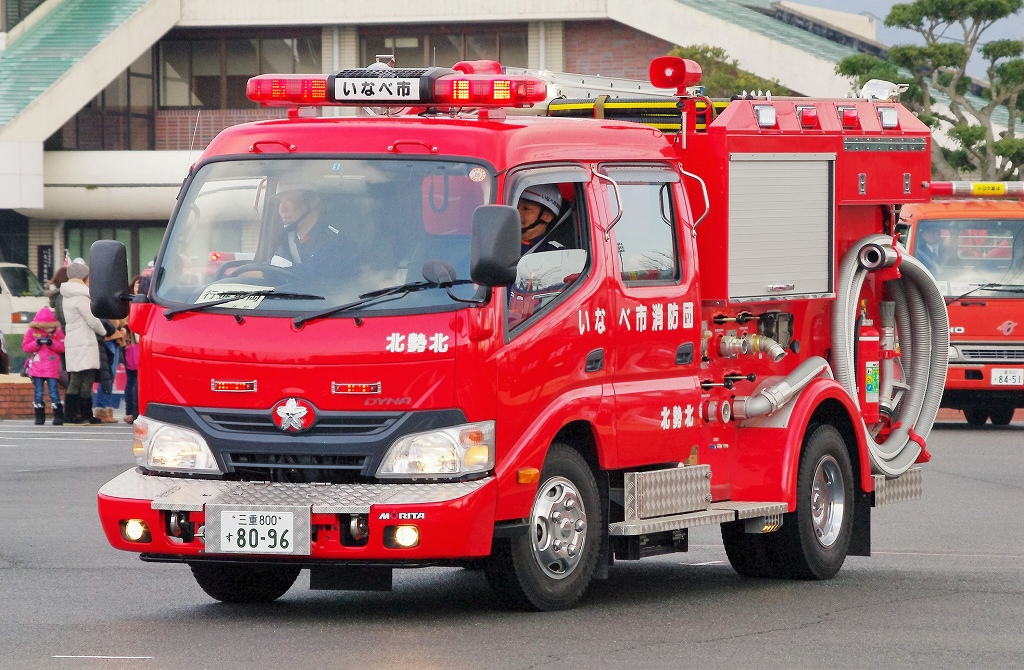
消防ポンプ自動車 （いなべ市消防団）
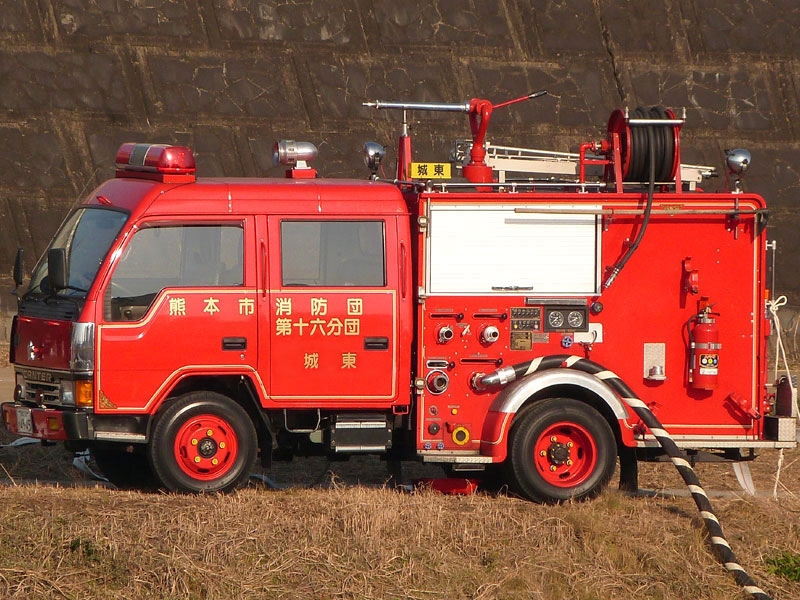
放水銃が装備された 消防ポンプ自動車 （熊本市消防団）
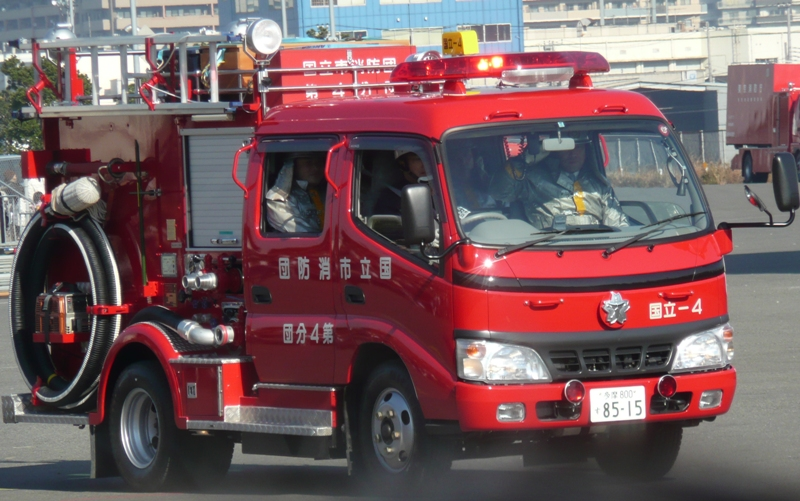
消防ポンプ自動車 （国立市消防団）

### 水槽付消防ポンプ自動車
- 普通消防ポンプ自動車ほど多くはないが、消防団の主力機械としてよく見られる。水槽の大きさは様々あるが、市街地の消防団よりは郊外に配置されている傾向が高い。
- 車体の大きさを活かし、各種救助資器材を積むことで、実質的に多機能型消防車的機能を持たせて運用する消防団も存在する。

### 多機能型消防車
- 今までの消火活動にプラスして人命救助活動も行えるよう開発された新しいタイプの消防車。
- 従来の可搬式消防ポンプの他に、救助用資機材（エンジンカッターや手動式油圧カッター・ジャッキ、バールなど）やAED（自動体外式除細動器）・折り畳み式の担架などを装備している。総務省消防庁からの補助を受けて車両を導入している消防団もある。

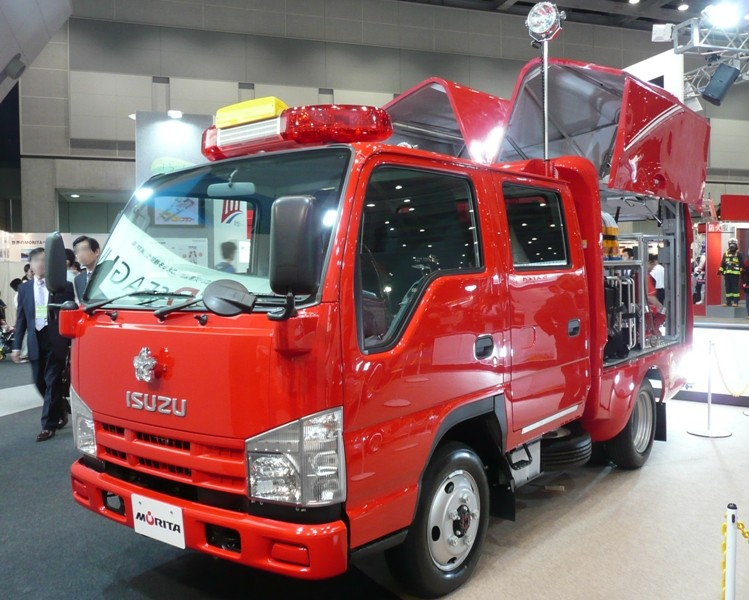
多機能型消防車REDSEAGULL
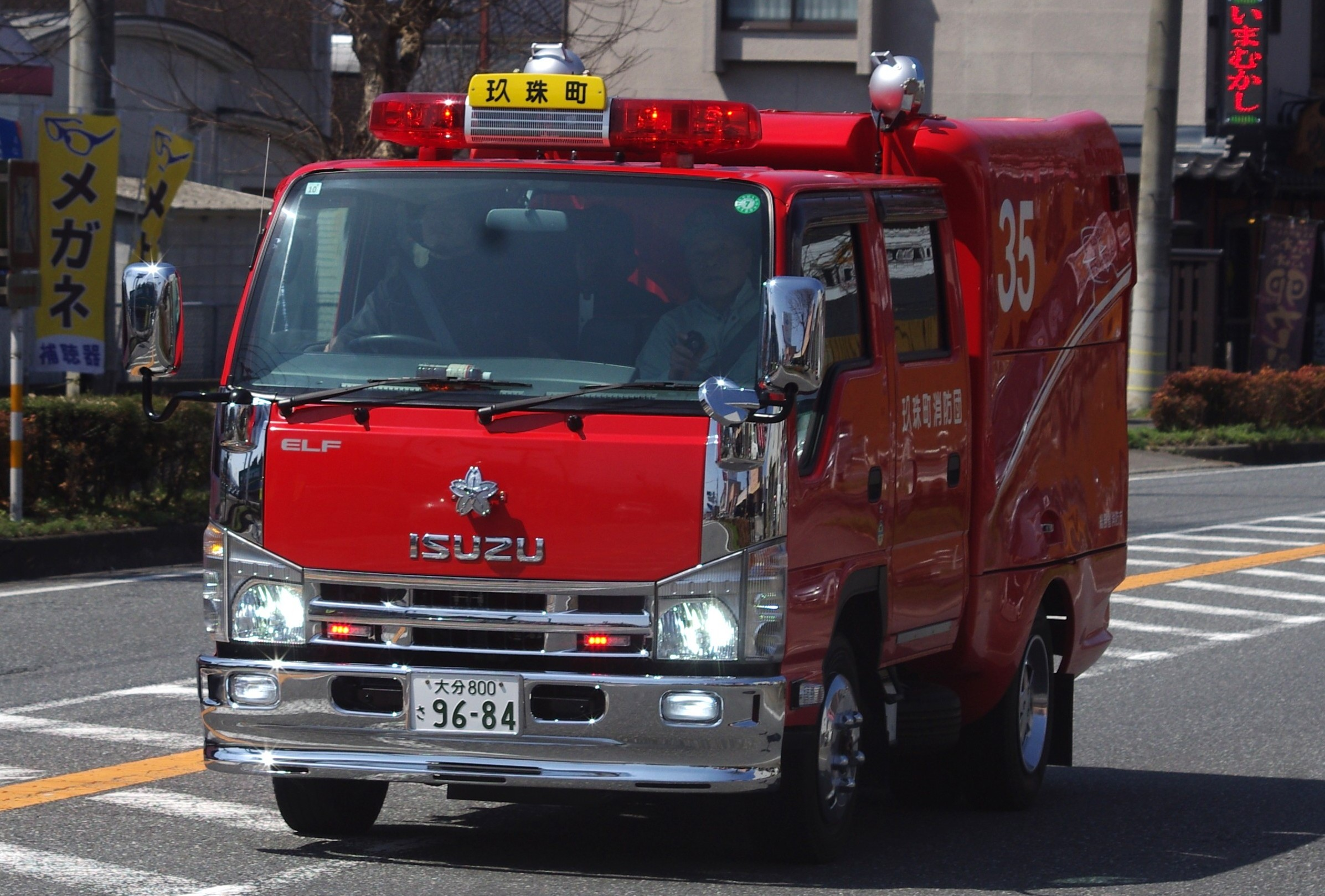
多機能型消防車(玖珠町消防団)

### 人員輸送車（資機材搬送車）
- 人員や資機材の輸送・運搬を担当する。ワゴン車型とトラック型のものとがあり、ワゴン車型のものは人員・資機材どちらも搬送する。トラック型のものは主に資機材のみ（夜間の出動時には 投光器、水害時には土嚢など、地震時には救援物資など）を輸送し、外見は3トンや5トン級の赤色灯が付いた赤い普通のトラックだが、荷台に幌があるタイプや無いタイプなど様々ある。
- 自治体によっては専用の車両ではなく、普段は市町村役場の建設課や道路課などが使用している市町村名が入ったトラックを災害時に消防団で使用するところもある（役場職員の中にも消防団員が複数いたり、消防団活動自体が市町村としての活動でもあるため「同じ市町村としての組織」の中から車両を融通したりするなどその活動根拠は様々ある）。

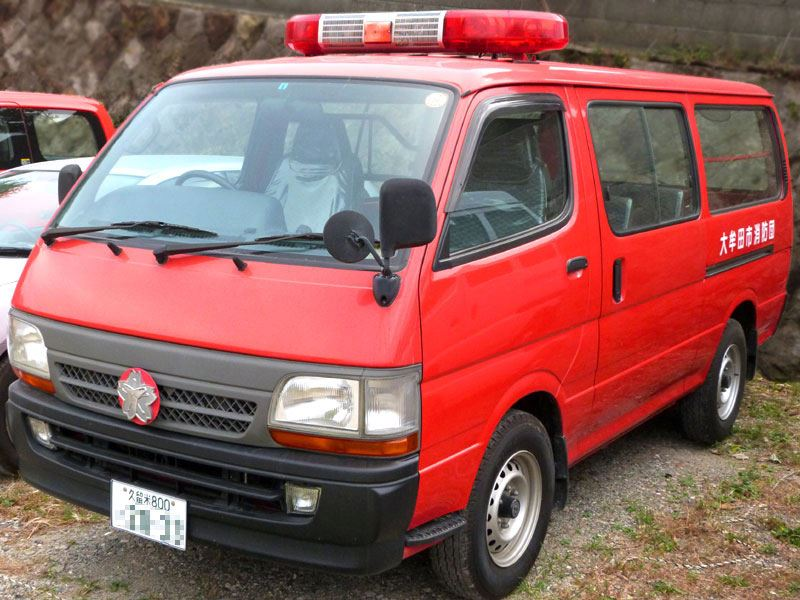
消防団の人員輸送車 （大牟田市消防団）

### 指揮車
消防団本部などに配備されている。消防団長や方面隊長などが現場指揮をする際などに使用するが、平時には火災予防運動の広報車やその他の雑用などにも使用している。また、焼津市消防団ではドローン部隊が運用することを想定したドローン仕様の消防団指揮車が配備されている。

### その他の車両
一部の消防団には、以下のような車両が配備されている。
- 救助工作車：現在では、上述の「多機能型消防車」に置き換わりつつある。
- 電源照明車[61]：都市部でもよく見受けられる。
- 大型水槽車：北海道などで比較的よく見られる。
- 化学車：昭島市消防団に配置されている。
- 高所放水車 : 真鶴町消防団の高所放水車は[62]、テレビドラマ「西部警察」 などのを製作した石原プロモーション（石原軍団）から寄贈された[63][64]。
- 消防自動二輪車：小回りが利くので、住宅密集地や山間部を走行するのに適している。
- 救急車：常備消防を置いていない地方の町村においては役場職員による救急業務が行われている自治体もあるが、この場合は救急車が消防団の装備として計上されている（例として大阪府能勢町、和歌山県太地町など）。

この他にも、沖縄県の西表島では、島の診療所に竹富町所有の救急車が配備され、その運転を地区の消防団員が当番で担当している診療所救急という例もある。

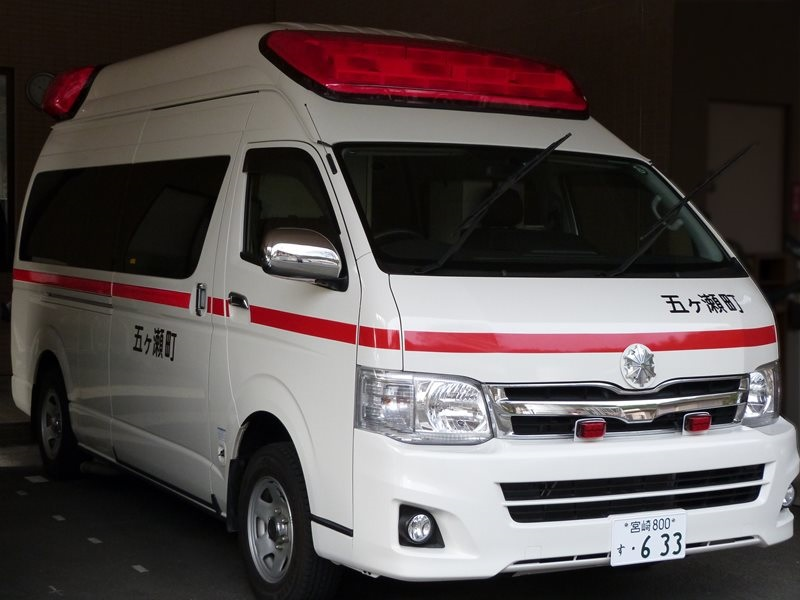
山間部の町が所有する救急車

## 消防団をとりまく諸制度

### 消防団協力事業所表示制度
今や、全消防団員の約7割がサラリーマンという状況の中、消防団の活性化のためには、被雇用者が入団しやすく、かつ消防団員として活動しやすい活動環境を整備することが重要となっている。そのため企業の消防団活動への一層の理解と協力が欠かせない。「消防団協力事業所表示制度」は、事業所の消防団活動への協力が社会貢献として広く認められると同時に、事業所の協力を通じて、地域防災体制がより一層充実されることを目的とした制度。「消防団協力事業所」として認められた事業所はイメージアップのため、取得した表示証を社屋に提示でき、表示証のマークを自社ホームページなどで広く公表することができる。

### 報酬・運営費等
消防団員には、各自治体・消防団により金額が異なるが、消防団には、団員に年報酬（年額数万円 - 数百円）と活動ごとの活動手当（出動1回当たり数百円 - 数千円）が市町村から支給されるが（分団・部等に支給され、個人では受け取れない市町村や、分団・部の活動費として一部又は全額を徴収している分団等もあり、問題になっている。詳細は後述する）、市町村の財政難に伴って消防団へ支給される活動費や装備購入費が不十分となることもある。一部の地域では、これら市町村からの報酬などとは別に、町内会や集落等地域住民から寄付金や協力金が寄せられている場合もある。非常勤特別職の地方公務員として活動にあたるが、これは活動に一定の法的根拠（公権力行使など）を与えるためと、活動に伴って死傷事故などが起こった場合の補償について公的補償で対応するためという意味が大きい。

### 補償
消防団員は公務により死傷した場合、消防組織法により公務災害補償、顕彰状授与など補償・顕彰面での制度が整備されているほか、日本消防協会などでは掛金自己負担の消防団員のための消防団福祉制度を設けている。公務災害補償は公務上の災害を受けた場合に、市町村等が政令（非常勤消防団員等に係る損害補償の基準を定める政令〈昭和31年政令第335号〉）で定める基準に従い、非常勤消防団員等又はその遺族に対し、その災害によって生じた損害を補償し（損害補償）、併せて被災団員の社会復帰の促進、遺族の援護等を図るために必要な福祉事業を行う。退職報償金は、消防団員として5年以上勤務して退職した者に、その者の階級及び勤務年数に応じて支給する。その額は、市町村等の条例の定めるところによる（市町村非常勤消防団員に係る退職報償金の支給に関する条例による）。また、消防組織法では退職報償金の支給も整備されている。5年以上の勤務が給付条件で、自治体によるが、勤続30年以上で退職階級が最高職の「団長」で90万円程度。

### 丙種危険物取扱者試験
消防法と総務省令で、国家資格の丙種危険物取扱者の試験について「5年以上消防団員として勤務し、かつ消防学校の教育訓練のうち基礎教育、普通教育または専科教育の警防科を卒業した者」を対象に「燃焼及び消火に関する基礎知識」の試験科目を免除する制度が設けられている。

## 課題
機能別消防団員の制度が成立したことで、事業所ごとに団や分団を設置するケースもあるなど消防団組織も多様化しつつある（「機能別消防団員」の項を参照）。また、勤務地の遠隔化、担い手となる若い世代の減少などの理由から男性の消防団員数が軒並み減少している。しかし一方で、女性消防団員の数は年々増えており、有事の際に援護が必要となる世帯への日常的な見回りやネットワークの構築など、優れた活動を行っている。

### 学生消防団員の育成と連携
- 近年、消防団員が減少し平均年齢の上昇が進むなか、大学生・専門学生など、若い力の消防団活動への参加が強く期待されている。そのような中、大学生・専門学生等を消防団員として採用しようという動きが各地で広まりをみせており、令和5年4月1日現在で6,562人の学生団員が活躍している[67]。
- 前述のように、消防団が地元の大学などと協力して、学内に学生消防団を組織するという取り組みも見られる。淑徳大学では、大学が独自に小型動力ポンプ積載車を購入し、2010年4月から全国で初めて学生団員が運用しているという例がある[68]。学生団員は地元の消防団にも加入し、消防団もこの活動と連携して将来の消防団員の更なる増加につなげたいとしている[69]。この他にも帝京平成大学や広島国際大学など[70]、各地の大学生などが消防団活動に参加する動きがある[71]。

### 役割の見直し
- 消防組織法制定により自治体消防が発足した当時においては消防本部及び消防署の整備率が低く、民間人からなる消防団が消防の主力だった。また、両者の装備に大きな違いがなかったこともあり、消防本部等と消防団を同列に扱うことに不都合はなかった。しかし1970年代頃から、消防本部等の組織化や広域化が進み、常備消防としての消防本部等の装備・教育訓練が充実していくとともに消防団との格差が広がった。サラリーマンが7割以上を占めるに至った消防団と装備・教育訓練の整った消防本部等を同列に扱うには無理が生じてきている。そのため、消防団を中心として、団や地域の実態に即した運用・法整備を行って欲しいとする意見が出されている。
- 日本全国の消防本部等による常備化が概ね達成されたことに伴い、消防団は活動内容の主体を従前の消火活動から火災予防活動・地域防災力の向上活動へシフトすることで生き残るべきだとする意見もある。

### 団員数の減少と高齢化
消防団は現在、団員数の減少と平均年齢の上昇が問題となっている。戦後まもなくは約200万人いた消防団員も年々減少し、1990年（平成2年）には100万人を下回った。減少は現在も進んでおり、2007年（平成19年）には90万人を割り、2024年（令和6年）4月1日現在、団員数はおよそ74.6万人（前年比15,989人減）となっており、団員数は毎年のように過去最少を更新し続けている。また、団員の平均年齢も毎年少しずつ上昇している。2023年4月1日現在の平均年齢は43.6歳となっており、消防庁は「危機的な状況」であるとしている。減少の原因としては次のようなことが考えられる。
- 隔年で（地域によっては毎年）開催される消防操法大会の肉体的・時間的な負担が余りにも大きく[72]、仕事や家庭生活にまで悪影響を及ぼしている[73]。
- 消防団員と非消防団員との格差が余りにも大きい。
- 地方から都市部への人口移動[74]
- 主要な構成員が自営農家、個人商店主からサラリーマンに推移し就業形態が変化した（勤務地が地元自治体でない。交替勤務等で訓練の行われる土曜日、日曜日が休日でないなど）。
- 全てではないものの、自治体によっては企業に就業している団員は入団の際、勤務先に団長名で「就業中の緊急出動をする可能性がある」旨の書面を提出するところがあり、以前は企業も緊急出動に伴い社員が職場を離れることを容認・その時間は公休扱いとしていたのだが、近年では景気動向や業績の影響もあり企業の消防団への意識が低下し、従業員である団員が就業中に緊急出動のために職場を離れることを容認しなくなる風潮が増え、事実上、就業中の火災には対応できなくなっている。
- かつて地方では、消防団に籍を置くことがコミュニティの一員としてやむをえない義務でもあり、かつ名誉であるという側面を併せ持っていたが、現在では入団を拒否することが一家若しくは個人の恥であるという意識が希薄になった。さらには、若者がコミュニティの一員としての消防団への入団を敬遠し、自宅から離れアパートに入居するといった事例もあり、過疎化を促進する一因にもなっている。
- 入団員減少の穴埋めのため、出稼ぎ等で実在しない者が登録されている地域も存在する[75]。登録上の団員は足りていても、実際の火災ではポンプを持ち出すことができないほど日常の人員に困窮している分団が、地方には少なからず存在している。
- 団員報酬（国の基準では年額36500円）、出動によって受け取れるはずの手当（国の基準では１回7000円）が実際には存在しないか支給されても額が低いか個人に支給されていない。団が自治体を通じて総務省消防庁から受領しているはずの原資が行方不明になっている[76][77]。

さらに今後、少子化による減少が考えられる。団員数の減少を問題視しないという意見も一部にはあるが、災害時に消防団は消防本部とともに災害対応に当たることとなり、大地震をはじめ山林火災・津波・風水害・行方不明者捜索など、大量のホースの延長をする場合や人海戦術が必要な場合は、消防団なくしてそうした活動の実施は現実問題として極めて困難になる。そのため、市町村、都道府県、消防庁によって消防団員数の維持が図られている。また、企業等への消防活動への理解と協力を呼びかけ、職場ぐるみで消防団活動に協力してもらえるように呼びかけ、団員が消防活動に参加しやすい環境を作るために動いている。

### 訓練の硬直化
消防操法が、本来の消防業務とは一部かけ離れたものになっている、という意見が近年相次いで全国の消防団員から出てきている。これは主に消防操法が実際の有事の際にどれだけ役に立つのか？といった議論に根ざしており、さらにポンプ操作等が自動化・近代化されているにもかかわらず、消防庁が決めている消防操法が昔ながらの大声での指差喚呼や活動の際の姿勢維持のみを重視し、形式主義に堕しているなど旧態依然のままであるといったことにある。また、団員の通常訓練においても行進や礼式などの訓練のみで、実際の火災出動時の対応について全く触れられることはない。

### 不透明な報酬の流れ
かつて団員に対する報酬や手当を消防団幹部らが一括して受け取り、私的流用する事例が相次いだため、消防庁は報酬等を団員個人の口座に振り込むよう通知している。しかし、2018年に毎日新聞が調査した結果によれば、東京都と大阪府を除く道府県都45市のうち18市が、依然として報酬等を特定の口座に一括して振り込む違反状態にある。
活動の実態のない者を退団させずそのまま団員扱いとし、不正に報酬等を受け取り、消防団員の宴会や旅行費用に充当するなどコンプライアンスが欠如した事例も見られている。
2020年、毎日新聞が活動をせずに報酬や手当を受け取っている「幽霊消防団員」の調査を行ったところ、人口10万人以上の264都市を対象にしただけでも多数にのぼり支払総額が3億円以上に達していることが判明している。
一部の消防団では団員への報酬を上納させる制度がシステム化しており、団員による親睦旅行の旅費などに利用されている。

## 消防団に関する事故・事件
- 1961年（昭和36年）1月24日 - 神奈川県松田町で火災現場へ向かう消防車がトラックと接触して横転。3人が死亡、11人が重軽傷[85]。
- 1962年（昭和37年）3月7日 - 群馬県吾妻町で温泉（原文ママ）に向かう消防車が国道145号から転落。6人が死亡、10人が重軽傷。団員らは訓練後で酒を飲んでおり、無免許運転だった[85]。

## 消防屯所
- 消防団の詰所を消防屯所（しょうぼうとんしょ）ともいう。古い消防屯所では特徴のあるデザインのものを多々見かける。東北地方の消防屯所には火の見櫓と詰所が一体化した構造を持つものもある（屋根の上に火の見櫓に相当する物見台が設置されていて、密閉構造になっている）。また、火の見櫓の最上部の部分だけを屋根の横に設置して外から梯子で昇る構造になっているものや、梯子を外から屋根にかけて半鐘とそれを雨雪から保護するための小さな屋根が設置されただけの簡単な構造をしているものもある。
- 二階建ての消防屯所は、一階に機庫を併設している場合が多い。機庫には消火に必要な機材が保管され、主に小型ポンプ積載車など小型の消防車が収容される。手引きポンプの収容を想定して建造された古い消防屯所は機庫の出入口の高さが低いため、高さの低い自動車しか入れず、機庫内部の奥行きもあまりないため、消防車の導入に合わせて新造する例も見られる。
- すべての団組織に屯所が設けられているわけではなく、機庫のみが設置される例も多い。公民館・公会堂などと併設され、活動時の詰所機能をそれらで代用させている場合も見受けられる。

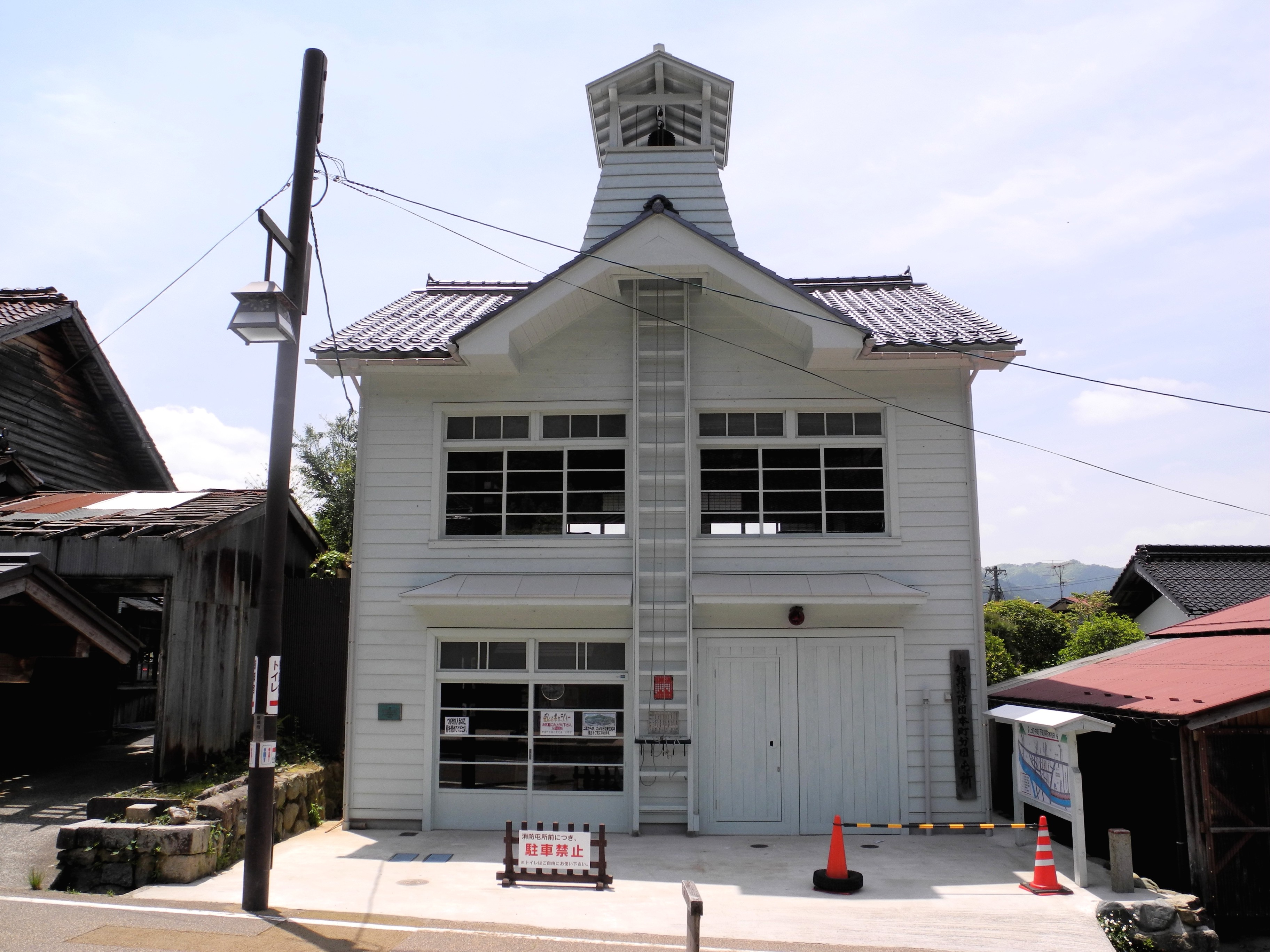
智頭消防団本町分団屯所 （2013年5月撮影）
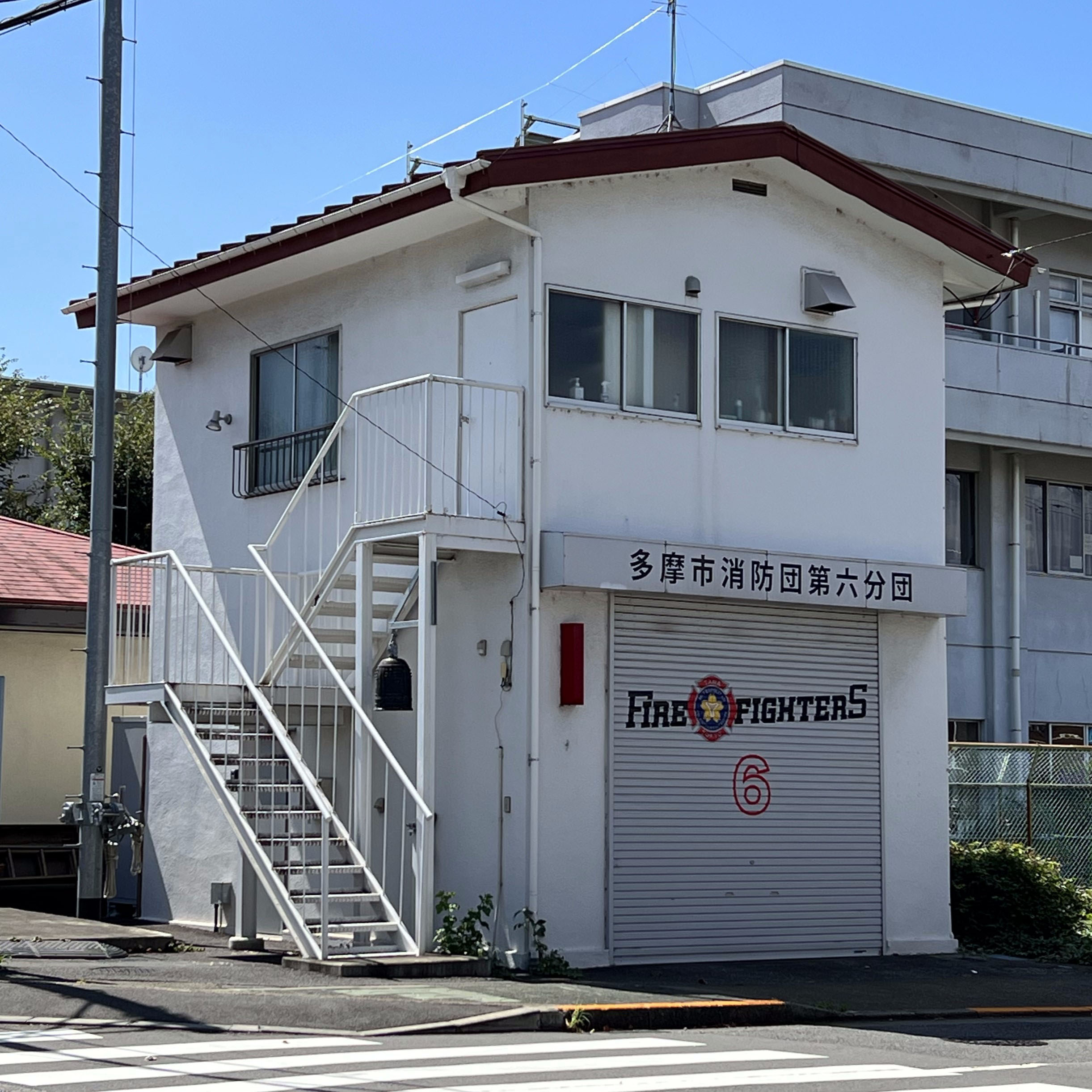
多摩市消防団第六分団屯所

## 日本以外のボランティアベースの消防組織
日本以外にも民間人を中心としたボランティア的消防機関の制度を設けている国は多い。
最も制度が整備されている国の一つがドイツで、人員約100万人と3万台以上の消防車両を保有する。アメリカの消防団は約80万人程だが、教育訓練が非常に充実している。また常勤の消防職員とボランティアの消防団員が一緒に同じ消防署へ詰める地域もあり、他の国に比べて専任性が高い。また災害発生時は陸軍州兵（35万人）も動員される。中国では約300万人、フランスでは約20万人、韓国では約8万人となっている。
その他、ボランティアによる消防組織を編成せず、郷土防衛隊の活動とする国も多い。世界の各国と比較してみると、日本も約90万人の人員と消防車両15000台以上の装備を整備しており、ボランティアの消防制度が最も充実している国の一つに挙げられる。

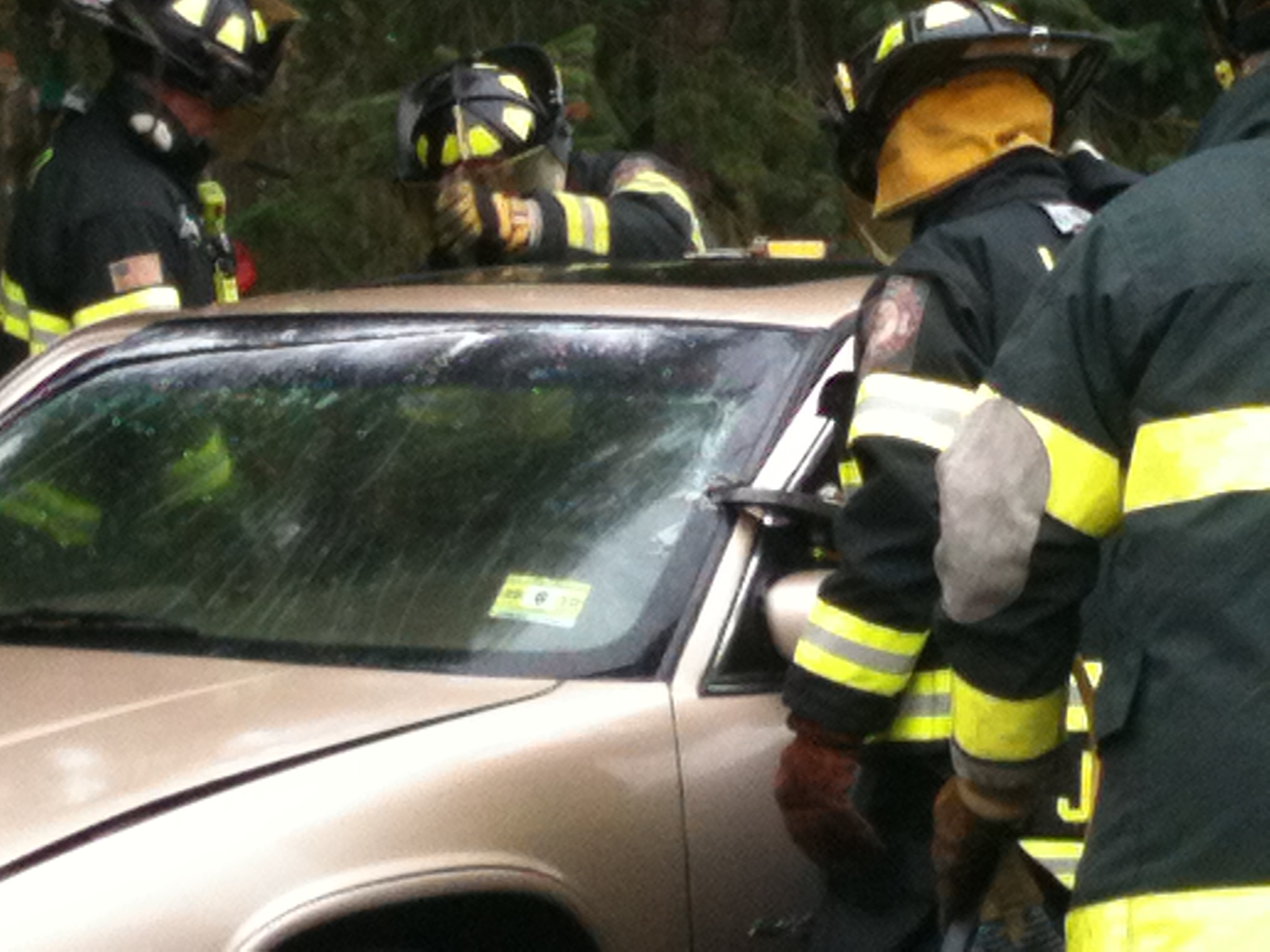
アメリカの消防団による事故車両からの救出訓練
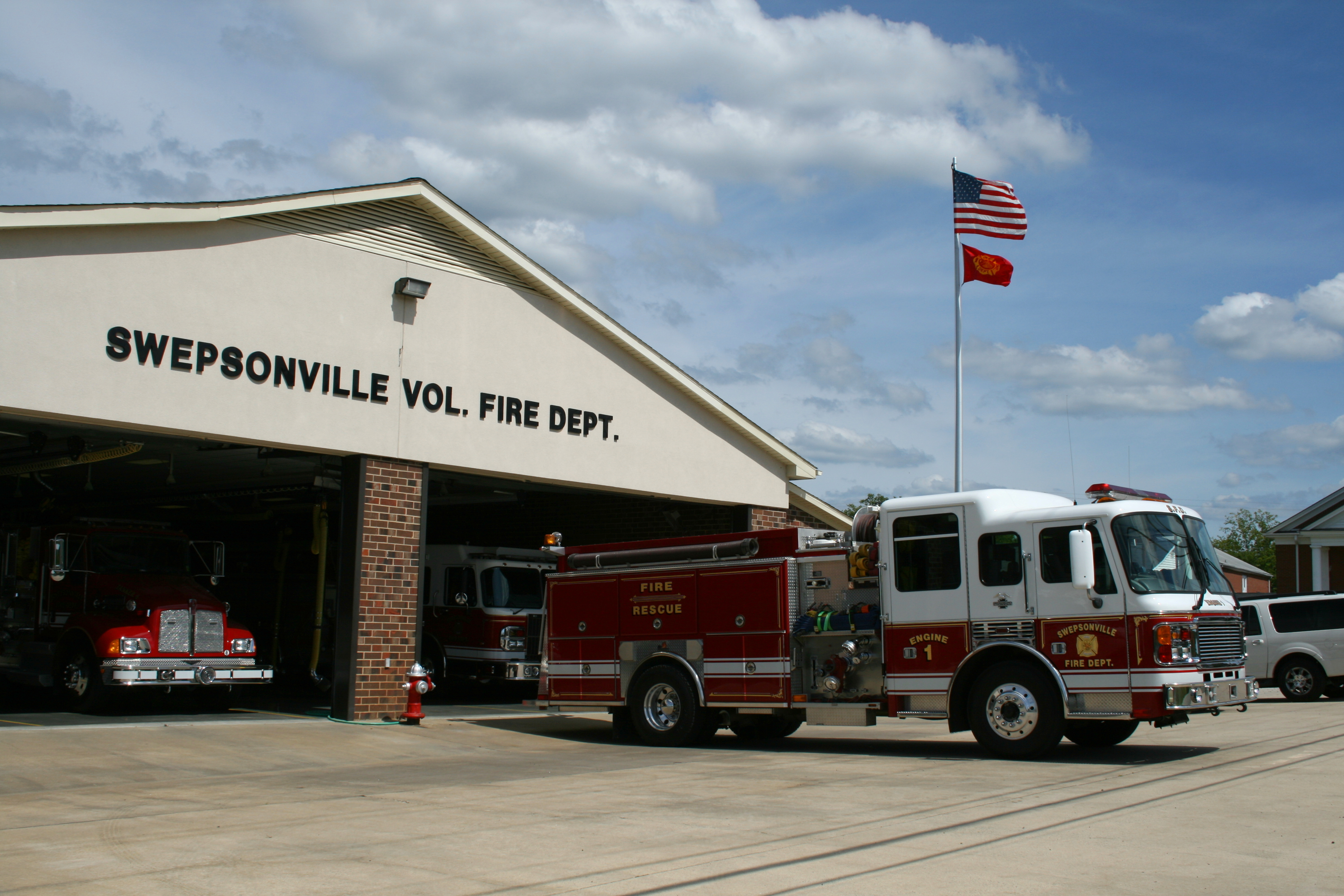
アメリカの消防団専用の消防署

## その他
- 消防団の英語訳としては「volunteer fire department」「volunteer fire brigade」などがある。東京消防庁管内の消防団は「Volunteer Fire Corps」と称している。

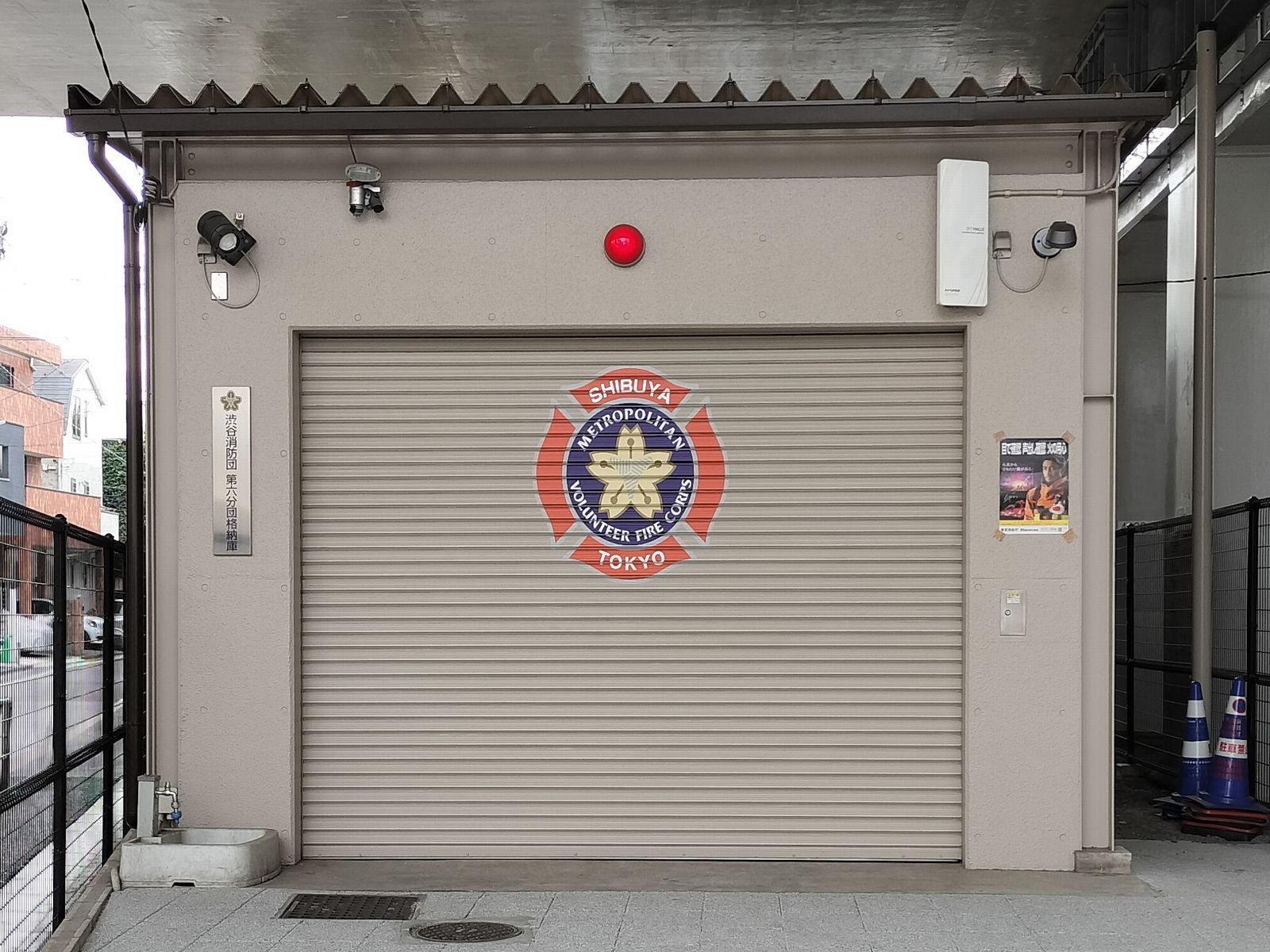
東京都渋谷区の渋谷消防団第六分団の施設。「Volunteer Fire Corps」の文字がある。